# Kate Bush
Pour les articles homonymes, voir Bush.
 (février 2024).
Catherine Bush, dite Kate Bush, née le 30 juillet 1958 à Bexleyheath (Angleterre), est une auteure, compositrice, chanteuse, danseuse, musicienne multi-instrumentiste et productrice britannique.
Figure de la musique populaire britannique, Kate Bush s'est distinguée par son style musical et le caractère théâtral de ses performances de soprano. Elle est parfois considérée comme une icône au Royaume-Uni et comme une icône gay.
A l'âge de 19 ans, elle devient la première auteure-compositrice-interprète à atteindre le sommet des classements UK Singles Chart grâce à son premier 45 tours Wuthering Heights . Elle produit 10 albums studios entre 1978 et 2011, et classe 25 singles dans le top 40 parmi lesquels The Man with the Child in His Eyes, Babooshka, Running Up that Hill, Don't Give Up (avec Peter Gabriel) et King of the Mountain.
Kate Bush remporte en 1987 le Brit Award de la Meilleure chanteuse britannique. En 2013, elle reçoit des mains de la reine Élisabeth II la décoration de commandeur de l'ordre de l'Empire britannique.

## Biographie

### 1958-1973: les premières années
Catherine Bush naît le 30 juillet 1958 à Bexleyheath. Son père Robert John Bush est médecin généraliste. Sa mère Hanna Patricia Daly est irlandaise et une ancienne infirmière qui a arrêté ses activités professionnelles pour se consacrer à sa famille. Cathy a deux frères aînés, John Carder (surnommé Jay) né en 1944 et Paddy né en 1952. La famille vit dans la ville de Welling, à East Wickham Farm, une ancienne ferme avec son étang, sa roseraie et sa grange. Ce cadre de vie bucolique alimente l'imaginaire onirique de la jeune enfant.
À six ans, Cathy fait son premier grand voyage. Elle part avec ses parents et Paddy en Océanie plusieurs mois, rendre visite à la famille de sa mère.
Les activités artistiques, notamment musicales, rythment la vie familiale : sa mère était une ex-danseuse de folk irlandais, son père pianiste, Paddy multi-instrumentiste et John poète et photographe. Jay et Paddy, mélomanes et musiciens, se passionnent pour la musique folk. Cathy est bercée par cet environnement et commence à s’intéresser à la littérature. Elle regarde beaucoup la télévision, notamment des films
Cathy est scolarisée à Abbey Wood. Elle se distingue dans l'écriture, si bien que certains de ses poèmes sont publiés dans le magazine de l'établissement scolaire. Vers l'âge de onze ans, quand son père lui apprend les rudiments du piano, elle se découvre une passion pour cet instrument et voit les possibilités qui s'ouvrent à elle. À partir de ce moment, elle travaille plusieurs heures tous les jours, à la fois sa technique du piano mais aussi l'écriture et la composition de chansons qu'elle enregistre sur magnétophone ainsi que la maîtrise de sa voix. La famille Bush se rend compte que la cadette dispose d'un talent qu'il convient de promouvoir. À 13 ans, Cathy a déjà écrit une centaine de morceaux.

### 1973-1977: une rencontre décisive et signature d'un contrat chez EMI

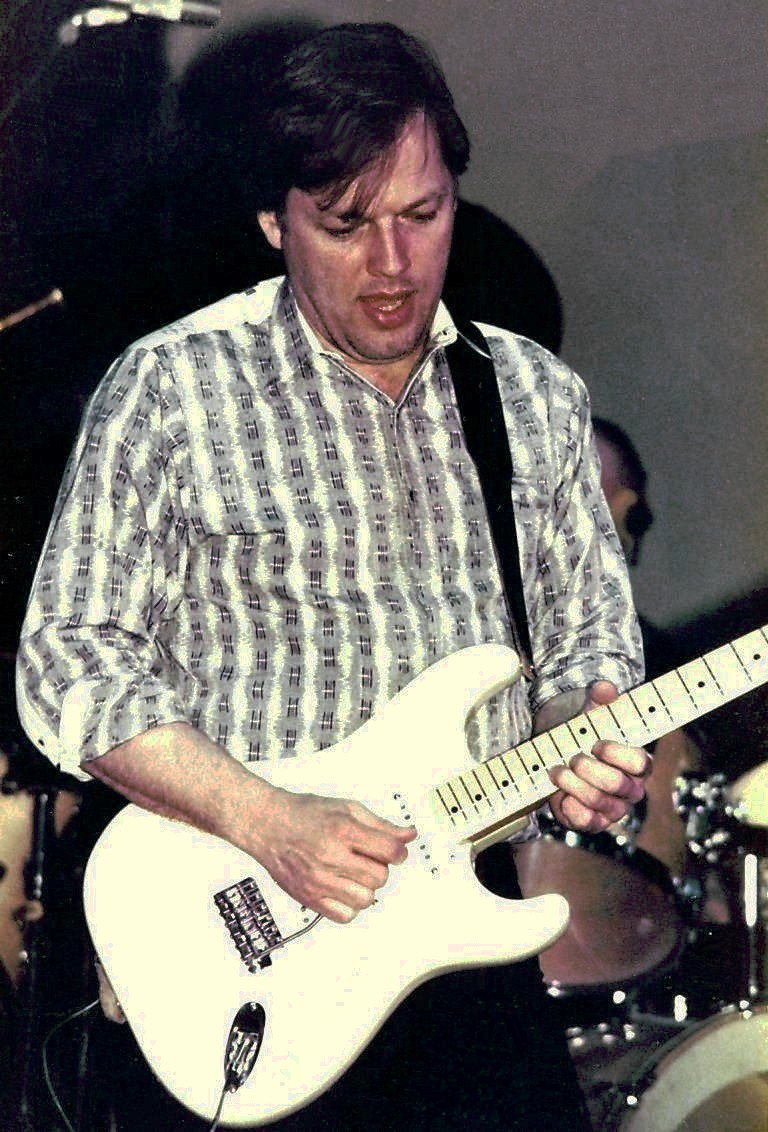
David Gilmour, son mentor, en 1984 (About Face Tour)

Jay compte parmi ses connaissances Ricky Hopper. Celui-ci travaille pour le label Transatlantic Records et possède un solide carnet d'adresses. Les démos qu'il envoie à différentes maisons de disques ne donnent rien. Il fait écouter les bandes son à l'un de ses amis musiciens, David Gilmour, le guitariste du groupe Pink Floyd. Gilmour semble intéressé et se rend chez les Bush en 1973 pour rencontrer la jeune fille. Cette dernière lui fait écouter plusieurs dizaines de chansons. Gilmour est conquis et l'invite dans son home studio afin d'y enregistrer quelques morceaux. Cathy s'y rend donc, accompagnée de Ricky Hopper. Malgré la qualité des enregistrements, les maisons de disques restent hermétiques. L’adolescente commence à douter et à envisager d'autres carrières professionnelles. Sa première révélation artistique a lieu la même année, au Hammersmith Odeon de Londres où Cathy assiste au concert de David Bowie en tant que Ziggy Stardust.
David Gilmour décide de financer une session d'enregistrement au AIR Studio en juin 1975, sous la responsabilité de son ami Andrew Powell, avec Geoff Emerick comme ingénieur du son. À l'été, pendant qu'il termine l'enregistrement de l'album Wish You Were Here de Pink Floyd aux Studios Abbey Road, Gilmour profite de la visite de Bob Mercer, le directeur général d'EMI, pour lui faire écouter les titres de Cathy. Ce dernier est séduit par les nouvelles démos et propose un rendez-vous avec M. Bush et sa fille. La signature d'un contrat est envisagée. La deuxième révélation artistique a lieu la même année quand l’adolescente assiste à deux performances du chorégraphe Lindsay Kemp. Elle fera aussi de la danse à la suite de cela.
Cathy arrête ses études en 1976. Grâce à un petit héritage, elle quitte le cocon familial pour un logement appartenant à ses parents à Lewisham, avec ses frères pour voisins. Désormais Cathy se fait appeler Kate et a plein de projets. Le contrat avec EMI signé cette même année lui accorde une avance de trois mille livres sterling. En échange des droits, la maison de disques s'engage à financer les futurs enregistrements qui ne débuteront pas avant ses dix-huit ans. Le contrat a une validité de quatre ans avec possibilité de renégociation à la fin de la deuxième et de la troisième année.
La jeune fille suit des cours de mime et de danse avec notamment comme professeurs Lindsay Kemp et Adam Darius. Le travail sur la danse et le mime a un effet émancipateur sur elle qui est de nature introvertie. En parallèle, Kate compose régulièrement avec un objectif, faire un album. Mercer estime qu'elle doit continuer à mûrir en passant par l’expérience de la scène. Le groupe KT Bush Band est créé avec les musiciens Brian Bath, Vic King et Del Palmer. Ce dernier sera son petit ami et un précieux conseiller. Le groupe se produit dans différents pubs. Bob Mercer assiste à l'un des concerts et décide qu'il est temps de passer à l'étape suivante. L'entrée en studio est programmée pour juillet 1977.

### 1977-1978: succès international d'emblée et découverte des affres de la notoriété

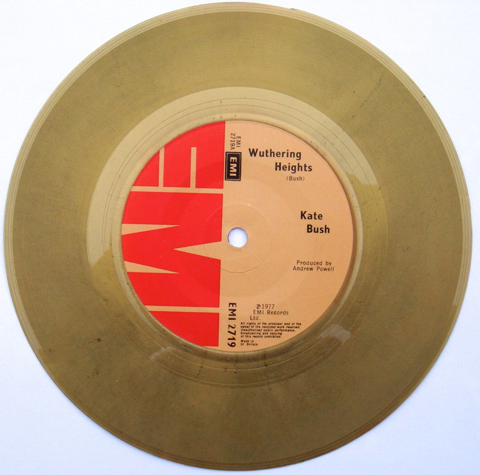
Édition collector d'un vinyle de Wuthering Heights publié en 1978.

EMI confie la production de l'album à Andrew Powell, déjà aux manettes lors des sessions d'enregistrements de 1975, assisté de Jon Kelly. Powell recrute les musiciens de son choix. À l'exception de Paddy, Kate n'a pas les moyens d'imposer les siens,. L'album The Kick Inside ne ressemblera à aucun autre album connu. La jeune Anglaise a une centaine de chansons en stock. Le choix des morceaux s’avère complexe. La chanson qui va lui assurer un succès aurait pu ne pas y figurer. En effet, Wuthering Heights n'a été écrite qu'en mars 1977, peu de temps avant les séances d'enregistrement à AIR Studios l'été suivant, rejoignant tardivement la liste des titres choisis pour le disque. Toutes les chansons sont écrites et composées par Kate. Avant tout, EMI prévoit de sortir un 45-tours avant l'album. Bob Mercer choisit James And The Cold Gun, titre lui paraissant accessible au plus grand nombre. Kate s'y oppose. Pour elle, ce sera Wuthering Heights. Après de longues discussions, les gens d'EMI finissant par céder devant la détermination de la jeune fille,.
La sortie du single est prévue pour le 4 novembre 1977. La maison de disque se ravise, préférant éviter la concurrence des nombreuses sorties discographiques de la période des fêtes de fin d'année, mais des exemplaires promotionnels ont déjà été adressés à nombre de journalistes et de stations de radios. EMI leur demande de ne pas diffuser le morceau avant sa sortie officielle. Tous acceptent sauf Eddie Puma et Tony Myatt de Capital Radio. Le 45-tours passe sur les ondes. Presque aussitôt, le standard de la radio reçoit des appels d’auditeurs intrigués, cherchant à s’enquérir de l'identité de l'artiste. Les deux complices continuent de diffuser la chanson, jusqu'à ce qu'elle devienne l'un des titres les plus joués sur l'antenne. Puis Wuthering Heights auquel collabore Ian Bairnson (membre du Alan Parsons Project) sur le solo de guitare qui conclut la chanson, et dont le texte est inspiré par le roman du même nom d'Émily Brontë (en français : Les Hauts de Hurlevent), sort dans les bacs des disquaires le 20 janvier 1978. Dans la foulée, deux vidéos sont tournées,. Dès le 7 février, le titre entre dans le hit-parade britannique. Il se classe dans différents pays européens et océaniens. Il atteint la première place outre-Manche le 7 mars et y reste quatre semaines, faisant de Kate la première auteure-compositrice-interprète à atteindre le sommet des classements dans son pays. Le titre se hisse également à la première place des charts en Australie, en Irlande, en Italie et en Nouvelle-Zélande, succès remarquable puisque nous sommes alors en pleine période punk et disco. Kate Bush se démarque donc avec ses airs romantiques et évaporés

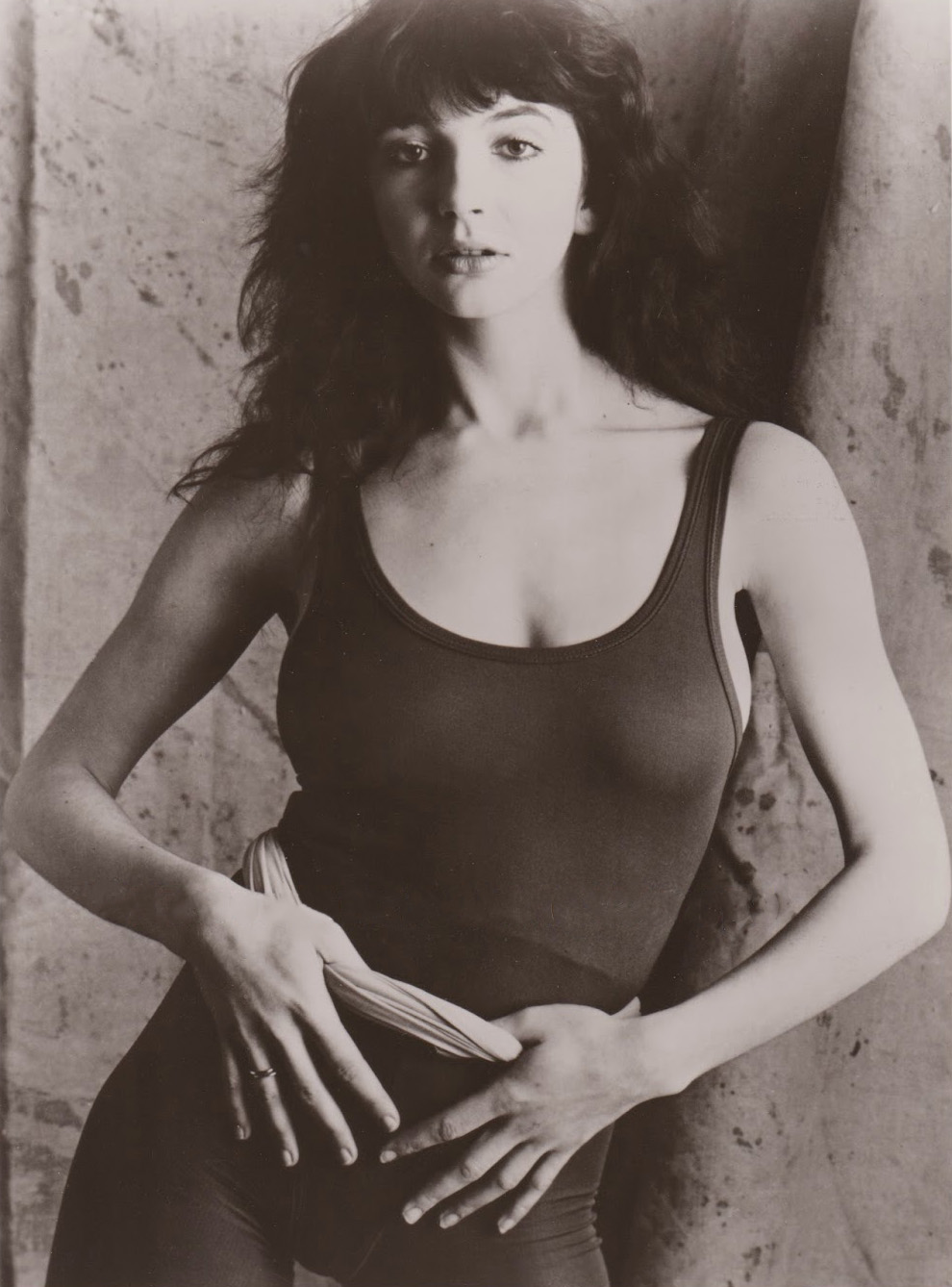
Image promotionnelle de Bush pour l'album The Kick Inside en 1978.

Le 17 février 1978, l'album The Kick Inside sort à son tour. Il se hisse dans différents classements musicaux d'Europe, d'Océanie ainsi qu'au Japon. Il atteint la troisième place du hit-parade en Grande-Bretagne, donc ses ventes dépassent le million exemplaires. Pour un premier album entièrement écrit et composé par son interprète, c'est inédit pour une femme. Cette performance fait entrer la jeune novice dans le Livre Guinness des records. Le disque atteint la deuxième place en Belgique, en Finlande, en Nouvelle-Zélande et se classe à la première place aux Pays-Bas et au Portugal. Pour célébrer ce succès, EMI offre à Kate une réception à Paris ainsi qu'un piano Steinway.
En parallèle, la jeune fille découvre le revers de la médaille. Les apparitions promotionnelles s’enchaînent au Royaume-Uni et à l'étranger,. Kate doit se soumettre aux interviews et séances photos, et les tabloïds veulent connaitre sa vie privée.
Cependant, la famille Bush veille au grain. Arrivant à l'échéance de deux ans après signature, Kate renégocie son contrat avec la maison de disque et acquiert la possession de tous ses droits. Elle reste chez EMI à qui elle n'accorde qu'une licence. Sur les conseils de David Gilmour et de son manager, différentes sociétés sont fondées et dirigées par les cinq membres de la famille dans le but d'être associés aux différentes décisions prises, de contrôler l'image publique de la cadette et de garder le contrôle de ses finances. EMI leur conseille de prendre un manager. Les Bush doutent de son utilité, et l'expérience sera éphémère.
Malgré deux voyages promotionnels aux États-Unis, les programmateurs des radios américaines restent peu réceptifs au travail de Kate. Ils la trouvent trop étrange pour le marché américain. D'ailleurs, elle y sera longtemps considérée comme une artiste du circuit alternatif. On lui propose toutefois d'assurer la première partie de la fin de la tournée américaine de Fleetwood Mac. Mais les projets auxquels elle aspire pour la scène ne peuvent satisfaire des conditions usuelles des premières parties. Elle refuse un tel compromis et décline la proposition.
EMI met la pression à sa nouvelle vedette. Kate doit enregistrer un second album dans la foulée du premier. Elle considère manquer de temps pour le faire correctement, mais cette fois-ci la jeune fille arrive à imposer son groupe de musiciens à Andrew Powell sur deux morceaux. Toutes les chansons écrites et composées sont d'elle. La plupart des enregistrements ont lieu pendant l'été en France, au Studio Super Bear. Lionheart sort le 10 novembre 1978. Cet album est dans la lignée du premier. Le disque se classe dans des hit-parades d'Europe, d'Océanie et au Japon. Il atteint la sixième place des ventes au Royaume-Uni et se hisse jusqu'à la cinquième place des classements aux Pays-Bas, en Nouvelle-Zélande et en Norvège.
L'année 1978 marque l'entrée de la jeune fille de plain-pied dans le monde du show business. Son succès soudain lui fera découvrir les affres de la notoriété.

### 1978-1979: création du fan club et tournée européenne

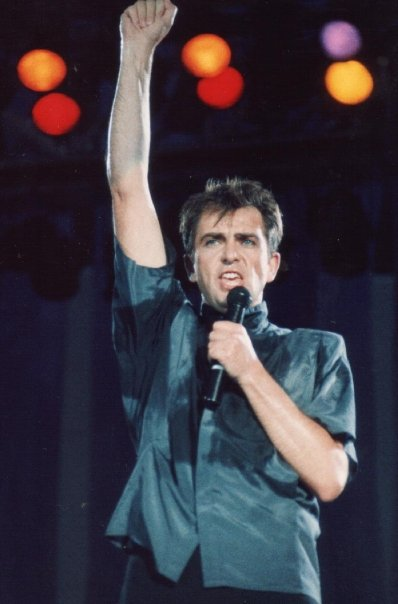
Cette période marque le début d'une longue relation professionnelle et amicale avec Peter Gabriel.

Toujours en 1978, pour gérer le flot continu du courrier des fans, le Kate Bush Club voit le jour. Kate a désormais une assistante. Celle-ci est chargée de faire le tri parmi des nombreuses sollicitations. C'est ainsi que Kate décline des rôles dans des films d'horreur ou encore l'enregistrement du morceau-titre du futur James Bond, Moonraker.
D'un commun accord avec la maison de disque, une tournée est envisagée. Elle est autofinancée pour une somme comprise entre 100 000 et 200 000 livres. Kate imagine intégrer danse, mime, poésie, jeu de lumière et magie au futur spectacle. Elle met tout en scène, de la scénographie à la programmation. Elle s'entoure de ses musiciens préférés : Paddy Bush, Brian Bath, Del Palmer, Preston Heyman, Ben Barson, Alan Murphy et Kevin McAlea. Les deux choristes Glenys Groves et Liz Pearson font aussi partie de l'aventure. Kate choisit le chorégraphe Anthony Van Laast pour les parties dansées, secondée par les danseurs Gary Hurst et Stewart Avon-Arnold. Ces deux derniers collaboreront pendant des années avec la chanteuse lors d'apparitions télévisées et dans des vidéos.
Les concerts de The Tour of Life courent du 3 avril au 14 mai au Royaume-Uni et sur le continent. Malheureusement, à l'issue de l'avant première du 2 avril, au Lighthouse de Poole, l'éclairagiste Bill Duffield se blesse grièvement en tombant d'un cintre de plus de six mètres de haut. L'équipe est sous le choc. Kate envisage un instant d’annuler la tournée. Finalement, celle-ci est maintenue. Le jeune homme succombera à ses blessures une semaine plus tard. L'année suivante, Kate dédiera sa chanson Blow Away à sa mémoire. Des années plus tard, sa chanson Moments Of Pleasure lui fera aussi référence.
Kate se fait bricoler l'ancêtre du micro-casque, un micro fixé face au visage, lui permettant de chanter tout en dansant. Trois dates sont ajoutées dont une au bénéfice de la famille de l'éclairagiste décédé avec en invités spéciaux Steve Harley et Peter Gabriel pour qui Bill Duffield avait déjà collaboré,.
Cette même année, dans le cadre de l'Année internationale de l'enfant des Nations unies, Kate et Paddy rejoignent Pete Townshend, Phil Lynott, Madelaine Bell, Joe Brown et Vicky Brown en tant que choristes dans une nouvelle version de la chanson Sing Children Sing de Lesley Duncan.
Malgré les critiques enthousiastes de la presse et un succès en nombre d'entrées, The Tour of Life est un gouffre financier à la charge de la famille Bush. Kate sort de cette expérience épuisée. Elle indique à ce sujet : « J'ai adoré ces concerts, avec tous ces costumes, ces chorégraphies, ces mises en scène. Mais ça m'a épuisée. Je me dis parfois que ce serait bien de refaire quelque chose, mais c'est une activité tellement incompatible avec une vie de famille normale ».

### 1979-1980: coproduction et naissance d'une artiste de studio
Kate Bush envisage un troisième album et se remet à la composition à partir de juin 1979. Des changements s'imposent. Après la scène, c'est dans le travail en studio qu'elle compte s’investir. Elle décide de ne pas renouveler sa collaboration avec Andrew Powell afin d'avoir plus de liberté en coproduisant le futur album avec Jon Kelly. En septembre commence la première partie des sessions d'enregistrement à AIR Studio.
En fin d'année, Kate participe à deux émissions télévisées de la BBC, dont l'une où elle est la vedette, avec Peter Gabriel en invité exceptionnel.
En janvier 1980, Kate enregistre les chœurs pour deux chansons du nouvel album de Peter Gabriel, No Self Control et Games Without Frontiers. En février, elle chante sur le titre You du nouvel album de Roy Harper, The Unknown Soldier.

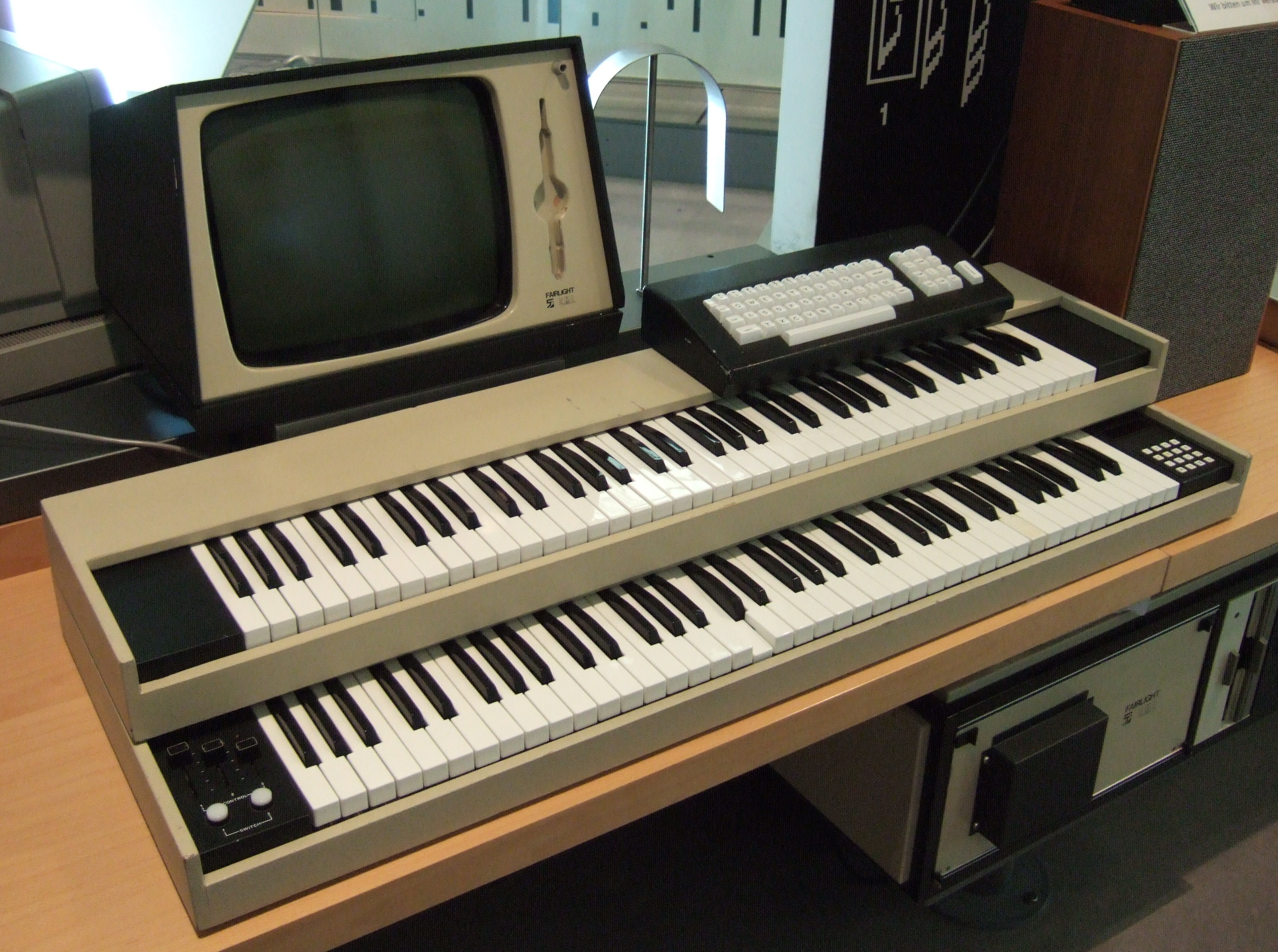
Fairlight CMI

Après une petite pause, elle reprend des sessions d'enregistrement du nouvel album impliquant un changement de studio et de méthode de travail. De AIR Studio, les sessions se font à Abbey Road. Fini les performances d'un groupe de studio, façon Powell. Désormais chaque musicien est sélectionné selon le besoin de chaque morceau. Autre nouveauté, l'utilisation du Fairlight CMI. Peter Gabriel a fait découvrir à Kate ce premier échantillonneur numérique. Comme pour le piano, quelques années auparavant, Kate se découvre une passion pour cet outil et devine les possibilités qu'il lui ouvre. En effet, les facultés du travail sur le son font du Fairlight CMI un outil révolutionnaire pour l'époque. Kate tâtonne en créant des sons avant de les traiter avec son nouveau jouet. Une large place de l'album en cours est aussi donnée aux instruments acoustiques de Paddy tels que l'harmonica, la scie musicale, la balalaïka, la mandoline, le sitar et le psaltérion. Comme pour les albums précédents, toutes les chansons sont écrites et composées par la jeune femme mais, à partir de cet album, les voix masculines seront davantage présentes dans son œuvre.
Breathing, le premier 45-tours du nouvel album Never for Ever est dans les bacs en avril 1980 et se classe dans les charts britanniques. Mais le grand hit est Babooshka qui sort en juin. La chanson se classe dans différents pays, atteignant la cinquième place en France, en Irlande, en Israël, en Italie et au Royaume-Uni, la quatrième place en Norvège et la deuxième place du hit-parade Australien. C'est son plus grand succès depuis Wuthering Heights.
Une nouvelle révélation artistique a lieu en septembre 1980, au stade de Wembley de Londres où Kate assiste à un concert de Stevie Wonder. Cette rencontre artistique lui inspire son futur single Sat in Your Lap qu'elle écrit dans la foulée. Le même mois, Never for Ever sort dans les bacs. L'album est favorablement reçu par la critique. À nouveau, les apparitions promotionnelles s’enchaînent au Royaume-Uni et à l'étranger,. L'album se classe en Europe, en Océanie ainsi qu'au Canada et au Japon. Fait rare, le disque s'installe au sommet du hit-parade britannique dès son entrée et fait d'elle la première femme à l'atteindre. Cette première place est référencée dans le Livre Guinness des records. Il atteint aussi la première place en France. C'est à nouveau un succès. Never for Ever est un album à la croisée des chemins. Il est plus innovant que les précédents mais pas autant que le suivant.
L'année 1980 marque une étape charnière. Devenue coproductrice, Kate Bush confirme son besoin d'indépendance et son exigence artistique. D'ailleurs, à partir de cette période, EMI lui laissera une grande liberté artistique. Se qualifiant elle-même d'artiste de studio, la presse spécialisée la surnomme la « sorcière du son ».

### 1980-1982: désormais productrice et un virage à 180°
Au sortir du tourbillon médiatique de Never for Ever, une interruption s'impose. Kate connaît un terrible passage à vide. Elle a beau se mettre au piano, l'inspiration n'est plus au rendez-vous. Elle doit se ressourcer et décide de prendre du temps pour elle et ses proches. Elle s’achète une propriété à Eltham et s'y fait construire un studio huit-pistes. Elle y expérimente une nouvelle façon de composer et s'initie au Yamaha CS-80 et à la boîte à rythmes Roland. La jeune femme explore de plus belle les ressources du Fairlight. Elle se sépare de Jon Kelly et décide de produire seule son prochain album avec Hugh Padgham comme ingénieur du son,.
L'inspiration revient à partir de mars 1981. En mai commencent les premières sessions d'enregistrement aux Studios Townhouse. Toutes les chansons sont écrites et composées par Kate. En plus des musiciens habituels, elle fait appel, notamment, à Danny Thompson, Eberhard Weber, David Gilmour, Geoff Downes et même Andrew Powell pour certains arrangements,. Le travail en studio est long, parfois laborieux et met certains nerfs à rude épreuve. Les musiciens sont quelquefois déroutés par la productrice novice, ne comprenant pas toujours l'objectif final. Par exemple, pour la chanson Lord Of The Reedy River (face B du futur 45-tours Sat in Your Lap), Kate demande à faire la session d'enregistrement dans la piscine désaffectée du sous-sol des Studios Townhouse, dans le but d'apporter une sonorité aquatique à sa voix. Ou encore, afin de pouvoir chanter certains passages du morceau Houdini avec toute l’âpreté vocale qu’elle recherche, elle ingurgite du lait et des barres chocolatées tout en chantant. Hugh Padgham finit par douter des compétences de Kate comme productrice. Il quitte le projet et passe la main à son assistant Nick Launay.

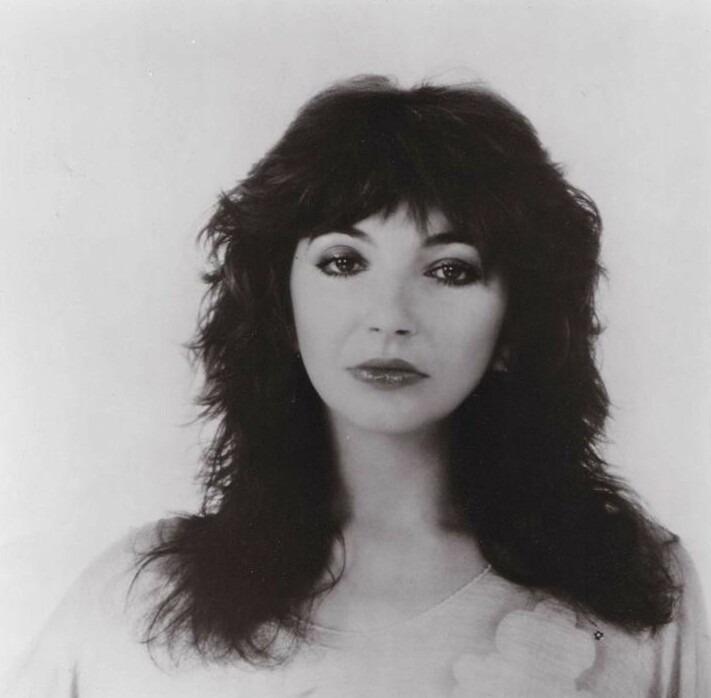
Kate Bush en 1982 pour la promotion de The Dreaming.

Sat in Your Lap, le premier single de l'album en cours, sort en juin 1981. Il se classe en Australie, en Irlande, aux Pays-Bas et atteint la onzième place du hit-parade britannique. En juillet, les sessions d'enregistrement de l'album se poursuivent à Abbey Road. Ne pouvant continuer l'aventure pour cause d'obligations, Nick Launay cède sa place à Haydn Bendall. À l'automne, nouveau changement de studio et d’ingénieur du son. Le travail se poursuit aux studios Odyssey avec Paul Hardiman. Bush, elle-même, commence à douter et doit s'accorder une petite pause. Elle va de moins en moins au studio et travaille de plus en plus chez elle. À partir de janvier 1982, les dernières sessions d'enregistrement se font aux Studios Advision,.
L'album The Dreaming est enfin prêt en mai 1982. EMI décide de le sortir sur le marché en septembre. Comme pour chaque album, les apparitions promotionnelles s’enchaînent au Royaume-Uni et à l'étranger,. Le disque se démarque radicalement des précédents, non seulement par l'utilisation de certains nouveaux instruments mais aussi par les voix, allant jusqu'à en contenir cinq couches différentes sur certaines chansons. De plus, la chanteuse ne se limite plus au registre aigu de ses débuts. Les effets sonores et les percussions sont très présents, notamment l'effet noise gate pour différentes sessions de batteries. Certaines chansons font références à des films noirs, des documentaires sur la guerre ou des romans d’horreur. L'album est brut, audacieux, voire expérimental et bouscule la pop anglaise. L'accueil critique est mitigé. Beaucoup sont surpris par un tel changement. Les 45-tours de l'album sont peu diffusés sur les ondes. Aucun n'a de succès à part Sat in Your Lap. Les ventes de l'album stagnent et n’atteignent pas celles de ses prédécesseurs. Pourtant, The Dreaming parvient à se classer en Australie, en Amérique du Nord, y compris aux États-Unis par le biais de certaines radios de campus, en Europe et au Japon. Il atteint même la troisième place du hit-parade britannique.
Une nouvelle étape est franchie. C'est la première fois que Kate a une telle liberté dans l'élaboration d'un album. Des décennies plus tard, The Dreaming sera tenu pour la première œuvre majeure de la chanteuse. Il est souvent considéré par les admirateurs de Kate Bush comme son meilleur album.

### 1982-1986: consécration d'une icône pop et conquête des États-Unis
Fin 1982, comme deux ans plus tôt au sortir du tourbillon médiatique de Never for Ever, Kate est envahie par une dépression. Son père lui conseille de faire une pause. Elle se résout de nouveau à prendre du temps pour elle et ses proches. Elle décide aussi de se remettre à la danse, de s'éloigner encore un peu plus de Londres et de se faire construire un vrai studio professionnel.
Avec Del Palmer, Kate acquiert en 1983 une ferme du XVIIe siècle, près de Sevenoaks. Comme Peter Gabriel avant elle, la jeune femme se fait construire son propre studio d'enregistrement. Il contient quarante-huit pistes et est hébergé dans la grange de ses parents, à East Wickham Farm. Son installation se termine à l'automne.
La situation aurait pu être bien différente. En effet, à la suite des ventes décevantes de The Dreaming, EMI aurait pu souhaiter ne pas la laisser produire seule un nouvel album. Toutefois, David Munns, le nouveau responsable de la maison de disque au Royaume-Uni, en remplacement de Bob Mercer qui a changé de poste, est compréhensif. Elle a carte blanche. Secondée par Del Palmer, Kate travaille chez elle les démos du futur album, entourée de son Fairlight, de son piano et d'une boîte à rythme LinnDrum. Toutes les chansons sont écrites et composées par elle. Fait nouveau, elle décide de scinder le disque en deux parties. L'une contiendra des chansons différentes et accessibles, l'autre un ensemble de morceaux se suivant tel un tableau musical. Ce sera un album-concept.
Les sessions d'enregistrement débutent en novembre 1983 à East Wickham Farm. Toujours entourée de son équipe rapprochée, Kate fait à nouveau appel à Danny Thompson, Eberhard Weber mais aussi à Martin Glover et John Williams. Nouvelle excentricité de la chanteuse, afin de pouvoir chanter dans des conditions idéales et de manière suffisamment détendue, Kate va jusqu'à s'alcooliser sur certaines sessions.
Pour les parties celtiques, Kate s'envole pour les studios Windmill Lane de Dublin quelques semaines, au printemps 1984. Elle s'entoure de certains grands noms de la musique irlandaise tels que Bill Whelan, Dónal Lunny, Liam O'Flynn ou encore John Sheahan. À nouveau, une large place de l'album en cours est donnée aux instruments traditionnels de Paddy comme le bouzouki, les uilleann pipes, la flûte et le fiddle. Revenue à East Wickham Farm, Kate reste seule aux commandes avec l’assistance de Del mais aussi de Paul Hardiman et Haydn Bendall à partir de l'été. Ce cadre familial crée des conditions de travail idéales, bien plus sereines que pour l'album précédent.
Une nouvelle révélation artistique a lieu au printemps 1985 quand Paddy fait écouter à sa sœur une cassette du Trio Bulgarka. Le mixage et le re-recording s'éternisent quand enfin, en juin 1985 l'album Hounds of Love est terminé. Le disque est aussi audacieux que The Dreaming mais il est moins sombre, plus nuancé et plus accessible,.
Le premier single de l'album est Running Up that Hill. Il parait en août et déferle sur les ondes. Il se classe dans différents hit-parades d'Europe, d'Océanie, aux États-Unis, allant jusqu'à atteindre la troisième place des charts en Allemagne et au Royaume-Uni.
En septembre, Hounds of Love est dans les bacs (avec la collaboration du compositeur de musique de film Michael Kamen). Il fait l'unanimité des critiques britanniques. Il se classe dans différents pays d'Europe, d'Océanie, d'Amérique du Nord et au Japon. Il atteint le sommet des charts aux Pays-Bas et détrône Like a Virgin de Madonna au sommet du UK Albums Chart. Le succès est de nouveau au rendez-vous ; Hounds of Love est l'album de la consécration artistique et commerciale. A cette occasion, Bush se fait véritablement connaître aux États-Unis, alors que son succès y était jusque-là plutôt limité voire confidentiel.

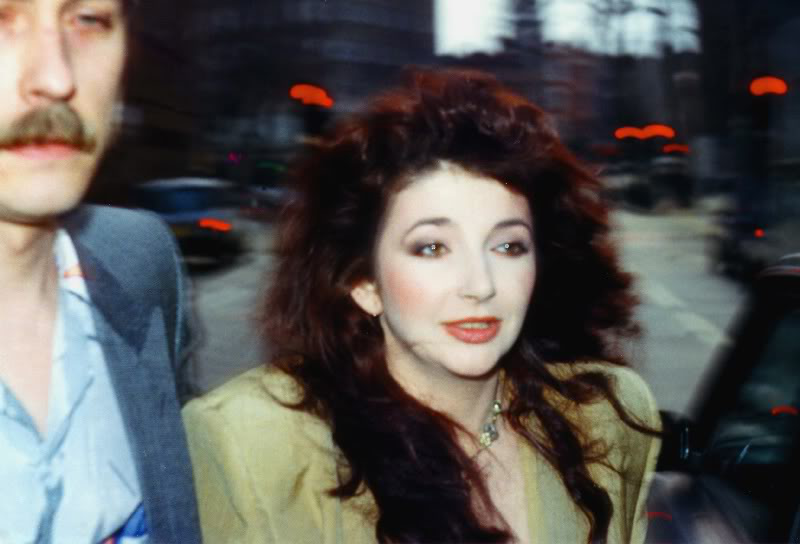
Kate Bush en 1986, photographiée ici avec le bassiste et ingénieur du son Del Palmer.

À nouveau, les apparitions promotionnelles s'enchaînent au Royaume-Uni et à l'étranger, y compris en Amérique du Nord. Pour promouvoir l'album, l'artiste mise sur la vidéo. Elle met son imagination visuelle ainsi que sa pratique de la danse dans des vidéos plus élaborées que les précédentes, tels de mini-films, allant jusqu'à en réaliser certaines.
En février 1986, Kate enregistre Don't Give Up, un duo avec son ami Peter Gabriel. Cette chanson qui figure dans le Top 100 du Billboard américain contribue avec Running Up that Hill à la notoriété de la jeune femme aux États-Unis. Kate n'a jamais été aussi présente dans les médias avant cette époque.
Voulant surfer sur la vague du succès et malgré la réticence de l'artiste, EMI sort en novembre 1986 une compilation, The Whole Story contenant une chanson inédite, Experiment IV qui paraît aussi en single ; cette compilation marque également la dizaine d'années écoulée depuis les débuts artistiques de Kate Bush, et l'opération se révèle payante. Martelant les médias par une campagne promotionnelle intense, la compilation se classe dans différents pays d'Europe, d'Océanie, d'Amérique du Nord et au Japon, s'installant au sommet des classements au Royaume-Uni. The Whole Story devient le plus grand succès commercial de la discographie de Bush.
À partir de cette période, EMI n’émettra plus de doutes sur les capacités de productrice de Kate et ne lui imposera plus la moindre pression. Pourtant, malgré ce nouveau statut, la jeune femme n'en demeurera pas moins méfiante à l'égard de la surexposition médiatique.

### 1987-1994: moins d'audace et léger déclin

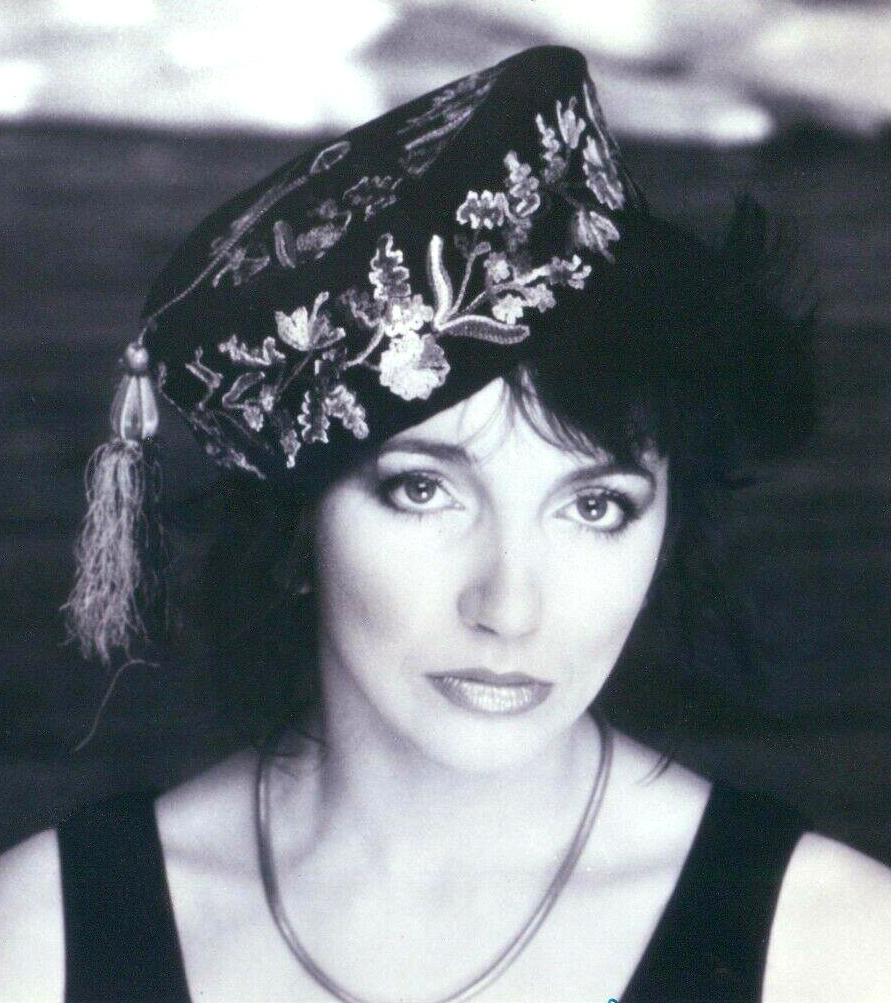
Photo promotionnelle de Bush pour l'album Hounds of Love en 1985.

Kate Bush se remet au travail dans la perspective d'un nouvel album dès le début de l'année 1987 avec Del Palmer comme principal ingénieur du son. Ayant réinvesti la demeure d'Eltham comme résidence principale, ils s'enrichissent d'un synthétiseur Yamaha DX7 et d'un Fairlight CMI III. Ils dotent aussi le studio d'East Wickham Farm d'une console de mixage SSL. Malgré tout cet attirail technologique qui pourrait faciliter le travail, l'inspiration n'est pas toujours au rendez-vous. Le travail est long et laborieux, l'écriture parfois difficile. Pour la première fois, Kate se sent noyée par tant de technologie.
Toujours accompagnée de ses deux complices Del Palmer et son frère Paddy, Kate Bush recrute à nouveau Stuart Elliott, Charlie Morgan, John Giblin, Alan Murphy et Eberhard Weber. À ceux-ci s'ajoutent pour quelques participations David Gilmour, Nigel Kennedy et Alan Stivell. Pour les parties celtiques, Kate fait à nouveau appel à Bill Whelan pour les arrangements, enregistrés aux Studios Windmill Lane de Dublin, ainsi qu’au joueur d'uilleann pipes Davy Spillane,.
Le réalisateur américain John Hughes commande une chanson à Bush pour une scène de son nouveau film La Vie en plus. Kate se met au piano et écrit la chanson This Woman's Work tout en visualisant les images du film. Le morceau est écrit rapidement et avec facilité. Une fois la commande honorée, sur le conseil de Del, Kate décide, non sans hésitation, d'inclure la chanson dans son album en cours,,.
L'écriture de la chanson The Sensual World est bien plus difficile. Kate envisage comme paroles une partie du monologue de Molly Bloom, personnage du roman de James Joyce, Ulysse. Elle pense que ce classique de la littérature fait partie du domaine public. Comptant sortir le morceau en single, elle demande au réalisateur Jimmy T. Murakami d'en réaliser la vidéo. Celui-ci l'informe qu'elle se trompe au sujet des droits d’auteur de l’œuvre de Joyce. Kate contacte les ayants-droit et leur demande l'autorisation d’utiliser le texte souhaité. On lui oppose un refus. Elle insiste, conteste, s’accroche mais la réponse reste inchangée. Au bout d'un an, elle doit se rendre à l'évidence. Elle n'aura pas l'autorisation. Elle reprend donc les paroles en gardant l'esprit du texte original. Finalement, à nouveau, toutes les chansons de l'album sont écrites et composées par elle,.
Un premier mixage d'une bonne partie de l'album The Sensual World est bouclé dès l'été 1988. Kate envisage la contribution de voix bulgares mais ayant peur d'un mariage contre nature entre sa musique et la pureté vocale de ces chants, elle hésite. Finalement elle finit par entrer en contact avec les chanteuses du Trio Bulgarka par l'intermédiaire de leur propre producteur Joe Boyd. Malgré sa peur de prendre l'avion, Kate s'envole pour Sofia en octobre 1988 rencontrer les trois solistes. L'Anglaise est accueillie avec chaleur. Malgré la barrière de la langue, le courant passe[vidéo]. La semaine suivante, le trio se retrouve aux Angel Studios de Londres pour les sessions d’enregistrement. S'ensuivent des enregistrements complémentaires (vocaux et musicaux), un travail de re-recording par Michael Kamen aux Studios Abbey Road pendant que d'autres ingénieurs du son participent au travail final,.
Le single The Sensual World sort en septembre 1989, accompagné d'une vidéo coproduite par Peter Richardson et Kate. Le disque se classe en Australie, au Canada, en Europe, atteignant la douzième place en Finlande, en Italie, au Royaume-Uni et jusqu'à la sixième place du hit-parade Irlandais,.
En octobre 1989, c'est au tour de l'album The Sensual World d'être dans les bacs des disquaires. L'accueil critique est principalement positif mais pas élogieux comme pour l’album précédent. Le disque est une collection de petites histoires. Son auteur le considère comme son album le plus féminin. Il est parfois chargé, plus convenu que son illustre prédécesseur. Sa seule véritable audace est l'apport du Trio Bulgarka. Le disque se classe en Océanie, en Amérique du Nord, en Europe et au Japon, atteignant la deuxième place des charts du Royaume-Uni. C'est un succès. Pourtant, contrairement aux autres années, se sentant vulnérable, Bush décide de moins s'exposer lors d'apparitions promotionnelles. Elle fait le strict minimum en accordant peu d'interviews,,[vidéo].
Commence alors une période douloureuse. Son guitariste Alan Murphy, atteint du sida, meurt d'une pneumonie deux jours après la sortie de l'album. Avant de décéder, il a participé avec Kate Bush à l'enregistrement de la chanson Kimiad ar soudard yaouank d'Alan Stivell, qui ne sort que quatre ans plus tard sur l'album Again. L'année suivante, Gary Hurst, l'un de ses deux danseurs, meurt à son tour du sida. À la suite de ces événements, Kate, très affectée, s'accorde une pause complète de six mois,. A cette même époque, Kate enregistre une reprise de Rocket Man d'Elton John, dans le cadre du projet Two Rooms. Cette nouvelle version teintée de reggae est considérée comme l'une des chansons les plus réussies de l'album et sort en single[réf. souhaitée].
En 1990 commence l'enregistrement du nouvel album The Red Shoes. Kate décide de changer sa façon de travailler. Elle veut privilégier l’enregistrement en direct, tel un groupe avec une approche plus simple. Elle veut reprendre avec la fraîcheur de ses débuts et aussi avec l'éventualité de revenir sur scène. En plus du cercle habituel, Bush convie à nouveau le Trio Bulgarka et Gary Brooker mais aussi Eric Clapton, Jeff Beck et Prince. Ce dernier ne se rendra pas à East Wickham Farm. En effet, en 1991 Kate envoie une première version de la chanson Why should I love you? à Paisley Park comptant recevoir en retour le morceau enrichi de la contribution de la star américaine. Ce n'est qu'au bout de plusieurs mois que Prince retourne le morceau doté de son apport. Mais la démo est tellement chargée d'instrumentations que Bush et Palmer mettront deux années à la retravailler. Ils finiront par en faire une chanson éloignée de l'originale,.
Le sort s'acharne à nouveau mi-1991 quand Hanna Bush tombe gravement malade. Elle meurt d'un cancer en février 1992. L'unité familiale est ébranlée. L'envie n'est plus là. Incapable de reprendre le travail, Kate fait une nouvelle pause.
La productrice fait appel au guitariste Danny McIntosh pour remplacer feu son ami Alan Murphy. Il lui apprend à jouer de la guitare. En parallèle, sa longue relation sentimentale avec Del Palmer s'achève. Celui-ci reste toutefois son ingénieur du son. Alors commence pour Kate une relation amoureuse avec le nouveau guitariste. L'enregistrement du disque se termine en début d'été 1993.
Après cette période de trouble, l'Anglaise n'a plus l'énergie ni l'envie de se produire sur scène. Elle a un autre projet. Elle va réaliser un moyen métrage musical, reprenant certaines chansons de The Red Shoes. Le tournage de The Line, the Cross and the Curve commence en juillet 1993 avec les participations de Miranda Richardson, Lindsay Kemp, son autre danseur de toujours Stewart Avon-Arnold, sa guérisseuse Lily Cornford, sans compter une partie de ses musiciens. Kate est multi casquette, à la fois réalisatrice, scénariste, danseuse et comédienne,.
L'album The Red Shoes sort début novembre 1993. Toutes les chansons sont écrites et composées par Kate. Elle fait peu d'apparitions promotionnelles. Les critiques britanniques sont plutôt positives alors que l'album est clinquant, avec des mélanges de styles parfois incongrus quand ils ne sont pas surchargés par une production très américanisée. Le disque se classe en Océanie, en Europe, au Japon, en Amérique du Nord. Il atteint la deuxième place des classements britanniques. C'est lui aussi un succès commercial. Pourtant, des décennies plus tard, The Red Shoes sera considéré comme le maillon faible de la discographie de la chanteuse,.
La première du film The Line, the Cross and the Curve a lieu au Festival du film de Londres le 13 novembre 1993. À part la prestation de Richardson, le jeu d'acteur est peu probant, les trucages simples et l'intrigue peu captivante. Le film est un échec commercial. Il reste peu de temps en salles et sort rapidement en vidéo. Avec le recul, Kate taxera son film de « tissu de conneries »,,.
Après un bref passage à New York en fin d'année et quelques apparitions promotionnelles pour le film en 1994, Kate disparait des radars. Elle est épuisée. Après la parution de ses deux derniers albums et de son film, son aura d'artiste audacieuse et « avant-gardiste » a perdu de sa superbe. Pourtant, personne ne présage que son retrait de la vie publique durera si longtemps, ni de ses conséquences.

### 1994-2005: une longue absence et un culte croissant
Avant de disparaître totalement de la sphère publique, Kate Bush participe à la compilation The Glory of Gershwin, un hommage à l’harmoniciste Larry Adler, en sortant son single The Man I Love en juillet 1994. La même année elle se produit dans l'émission de la BBC, Top of the Pops et participe à une campagne publicitaire pour une boisson fruitée,,.
L'année suivante Kate Bush participe à la compilation Common Ground - The Voices of Modern Irish Music en enregistrant la chanson Mná na hÉireann. L'album sortira en 1996.
De nouveaux changements s'imposent. Les disparitions de son guitariste, de son danseur, de sa mère ainsi que les réactions mitigées, voire négatives à la sortie de The Red Shoes et de The Line, the Cross and the Curve ont tiré la chanteuse vers le bas. Elle est incapable de travailler et passe son temps à dormir et à regarder la télévision. Après avoir vécu la plus grande partie de ces années noires dans un appartement londonien, Kate Bush a besoin de se remettre au vert, de se ressourcer et de changer d’environnement. Elle s'installe à nouveau à la campagne, cette fois-ci avec Danny McIntosh. Elle acquiert un vaste domaine à Theale, une commune du West Berkshire. Elle y transfère son studio d'East Wickham Farm.
Les tabloïds ne pouvant rien se mettre sous la dent écrivent à son sujet qu'elle est perturbée psychologiquement et vit comme une recluse quelque part à la campagne. Ces commentaires insupportent l'artiste et l'obligent à répondre par presse interposée.
Kate Bush se remet à la composition, au fil de l'inspiration, épisodiquement, à son rythme. C'est comme cela que naissent les chansons King of the Mountain en 1996 puis Sunset et An Architect's dream en 1997. Pourtant, à quarante ans, un événement ralentit la conception, déjà lente, du nouvel album. Kate tombe enceinte de Danny McIntosh et donne naissance à un garçon prénommé Albert (surnommé Bertie) en juillet 1998. Les priorités de l'Anglaise changent. Son enfant passe avant tout. La musique vient après. Elle défend farouchement son intimité et décide de ne pas en informer la presse. Elle parvient à garder le secret pendant deux ans, jusqu'à ce que Peter Gabriel vende la mèche en 2000, en répondant à un journaliste lui demandant des nouvelles de la chanteuse. Aussitôt les tabloïds en font leurs gros titres. The Mail on Sunday titre « Le fils secret de Kate Bush », écrivant que « la chanteuse millionnaire veut cacher son bébé dans un refuge secret à la campagne etc. ». Ces commentaires obligent Kate Bush à se justifier par un communiqué officiel.
La nouvelle maman continue à son rythme la composition de son album dans son studio, aidée de son ingénieur du son Del Palmer. Danny pour sa part, assurant la majorité des parties de guitares.

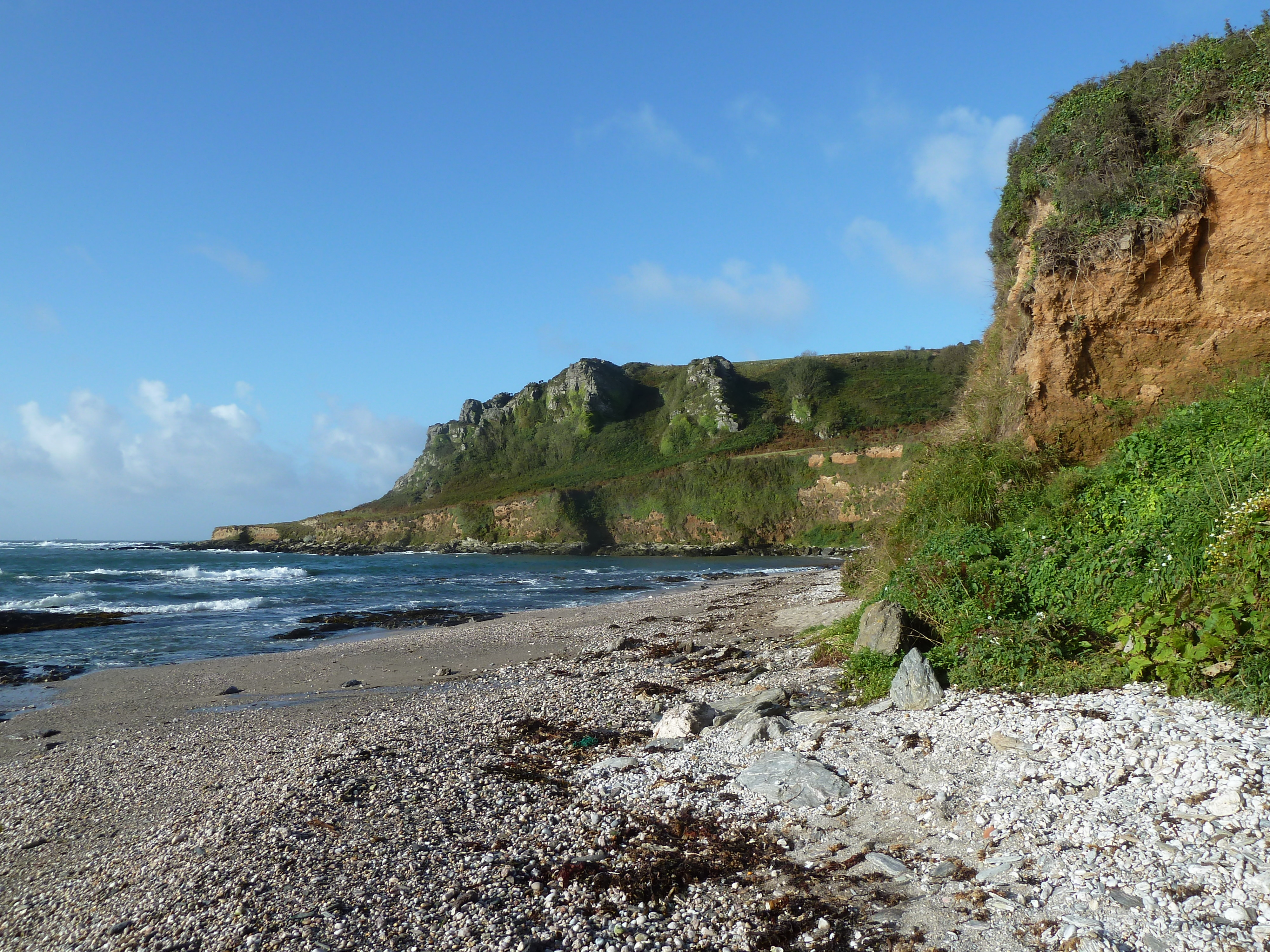
Le Devon, nouveau refuge de l'artiste

Alors commence un long mécanisme à partir de la fin 2000. Kate invite chez elle, ponctuellement, entre deux pauses, des musiciens pour les sessions d'enregistrement de son album. Elle fait appel à des habitués comme son frère Paddy mais aussi Stuart Elliott, John Giblin, Eberhard Weber, Rolf Harris mais également Gary Brooker, Lol Crème, Peter Erskine, des joueurs de viole de gambe ainsi qu'un guitariste de musique Renaissance. Vers cette époque, Kate acquiert une nouvelle propriété dans le Devon, surplombant la mer.
Kate Bush sort de sa retraite en octobre 2001 à l'occasion de la remise du prix de l'auteur classique, décerné par les lecteurs du magazine Q lors d'une cérémonie à Londres. Le gratin du milieu musical est présent et lui réserve une ovation debout. L'année suivante, elle retrouve David Gilmour sur scène pour interpréter avec lui Comfortably Numb, extrait de The Wall de Pink Floyd,,.
Une fois de plus, l'Anglaise bénéficie de la confiance d'EMI. Pourtant, son nouveau responsable Tony Wadsworth, en remplacement de David Munns, a beau se rendre régulièrement à Theale, elle ne lui dévoile rien de son travail en cours. Kate ayant toujours eu du mal à révéler son travail avant qu'elle l'estime terminé. Elle a carte blanche.
Les parties orchestrales de l'album en cours sont enregistrées aux Studios Abbey Road en octobre 2003 par Michael Kamen.
Après tant d'années d'absence, Kate décide que son album sera conséquent. Elle en fait un double album. Comme pour Hounds of Love, le premier disque d'Aerial contient des chansons différentes et accessibles, l'autre un ensemble de morceaux s’enchaînant tel un tableau musical. C'est un album-concept. De plus, Kate Bush apporte beaucoup de soin à sa pochette dépliable sur laquelle elle apparaît peu. Les acrobaties vocales qui ont fait sa singularité dans le passé sont révolues. Malgré ce handicap, elle parvient à se réinventer. Elle se libère en partie de son obsession de technologie. Son œuvre est riche et subtile, empreinte de sons naturels, aux tempos paisibles, pourvus de rythmes jazzy et hispaniques ainsi que de chants d'oiseaux. Comme d'habitude, toutes les chansons de l'album sont écrites et composées par elle.
L'album terminé, il est décidé de sortir un single avant sa parution. C'est King of the Mountain. Il paraît en octobre 2005, accompagné d'une vidéo réalisée par Jimmy T. Murakami. Il bénéficie d'un effet de surprise. Après tant d'années, beaucoup ne croyaient plus au retour artistique de la chanteuse. Le titre se classe dans différents pays d'Europe, atteignant la quatrième place des charts en Italie, au Royaume-Uni et gravissant jusqu'à la troisième place des classements en Finlande. La chanson est un succès et est le seul single de l'album.
En novembre, c'est au tour d'Aerial de paraître, soit douze ans après The Red Shoes. Kate Bush choisit de peu s'exposer lors d'apparitions promotionnelles. Elle évite de se produire à la télévision et accorde peu d'interviews radiophoniques. Pourtant l'accueil critique de la presse est majoritairement triomphal,,. L'album se classe en différents pays d'Europe, d'Océanie, au Japon, aux États-Unis, atteignant la troisième place des charts en Allemagne, au Royaume-Uni et la deuxième place des classements en Finlande. Malgré le déficit de hits issus du disque, celui-ci se vend à plus d'un million de copies. C'est un succès que l'Anglaise n'osait espérer,. Son blason est redoré. Le magazine Mojo écrit à son sujet qu'elle est la plus grande artiste britannique vivante dans le domaine de la chanson. Les Inrocks faisant part d’un culte impressionnant au fil de ces années d'absences, la qualifiant d'ermite et de légende.
Après des années de deuils, de manque d'inspiration et d'audace, il semble que cette star des décennies passées revienne plus inspirée et respectée que jamais. Encore faudrait-il pouvoir renouveler l'exploit[évasif].

### 2006-2013: loin des codes de la pop en cours et toujours populaire
Kate Bush enregistre en 2007, Lyra, la chanson du générique de fin du film À la croisée des mondes : La Boussole d'or avec la participation du chœur du Magdalen College. La même année le fonds d’investissement Terra Firma Capital Partners rachète la major EMI, provoquant une vague de licenciements.
L'année 2008 apporte deux grands bouleversements. Le dernier homme de confiance au sein de la major, Tony Wadsworth, quitte EMI en janvier. Ce chamboulement pousse Bush à prendre les devants en créant son propre label, Fish People, EMI se contentant de la distribution. Mais surtout, le Dr Robert Bush décède. Soudain, les souvenirs du passé se rappellent à sa fille. East Wickham Farm est désormais investi par l'un des fils de Jay.
Kate Bush se lance dans un nouveau projet en 2009, différent des précédents. Elle décide de retravailler et de réinterpréter certaines chansons de The Sensual World et surtout de The Red Shoes. Ayant pris ses distances avec la technologie numérique de ce dernier, elle compte y injecter un son moins clinquant et moins chargé. Les enregistrements originaux numériques sont transférés sur des bandes analogiques avec l'aide de Del Palmer. Les parties vocales sont retirées. Toutefois, la voix de la chanteuse n’atteignant plus les notes aiguës de sa première partie de carrière, elle doit baisser la tonalité d'un demi-ton à deux tons de la plupart des morceaux pour pouvoir les réinterpréter. Elle retire certaines parties de clavier, de guitare, et de basse et fait appel à Steve Gadd pour rejouer toutes les sessions de batteries. Elle change également certaines paroles dans une moindre mesure, sauf pour la chanson The Sensual World rebaptisée Flower Of The Mountain,. Elle en change tout le texte. En effet, les ayants droit de James Joyce lui accordent enfin le droit d'interpréter une partie du monologue de Molly Bloom. Finalement, elle décide de réenregistrer totalement trois des onze chansons de l'album en cours, voix et musique. Les photos du livret sont confiées à Tim Walker et à son frère John Carder Bush. Kate dira à ce sujet : «Certains titres souffraient de la production, des méthodes d'enregistrement digital en vogue à l'époque. J'ai eu envie de les faire respirer mieux. Notamment en réenregistrant ma voix et en les dotant, grâce au fantastique batteur Steve Gadd, de rythmes plus humains, plus chaleureux. Et puis, cela m'a permis de reprendre The Sensual World tel que je l'avais conçu, avec le texte original de Joyce».
Deeper understanding est l'unique single du disque. Le titre sort en avril 2011, accompagné d'une vidéo réalisée par Kate avec en vedettes les comédiens Robbie Coltrane, Frances Barber et Noel Fielding. C'est un échec commercial. Il n'atteint que la quatre-vingt-septième place des charts britanniques.
L'album Director's Cut est livré en mai. Il est également édité sous la forme d'un coffret de trois disques, avec The Sensual World et une version remastérisée de The Red Shoes. L'artiste décide de contrôler à nouveau son image en n'apparaissant ni dans le clip de Deeper understanding, ni sur la pochette du disque, ni lors des interviews. Elle se déplace pour des émissions de radios mais ne répond à la plupart des interviews que par téléphone et par Skype (sans la vidéo). Son site web est refondé et associé désormais à des comptes Twitter, Facebook et YouTube. Director's Cut reçoit un accueil des critiques généralement favorable,. L’album se classe en Océanie, en Europe, au Canada et au Japon, se hissant jusqu'à la deuxième place des charts de Norvège et du Royaume-Uni. Malgré l'absence de hits, c'est un succès,.

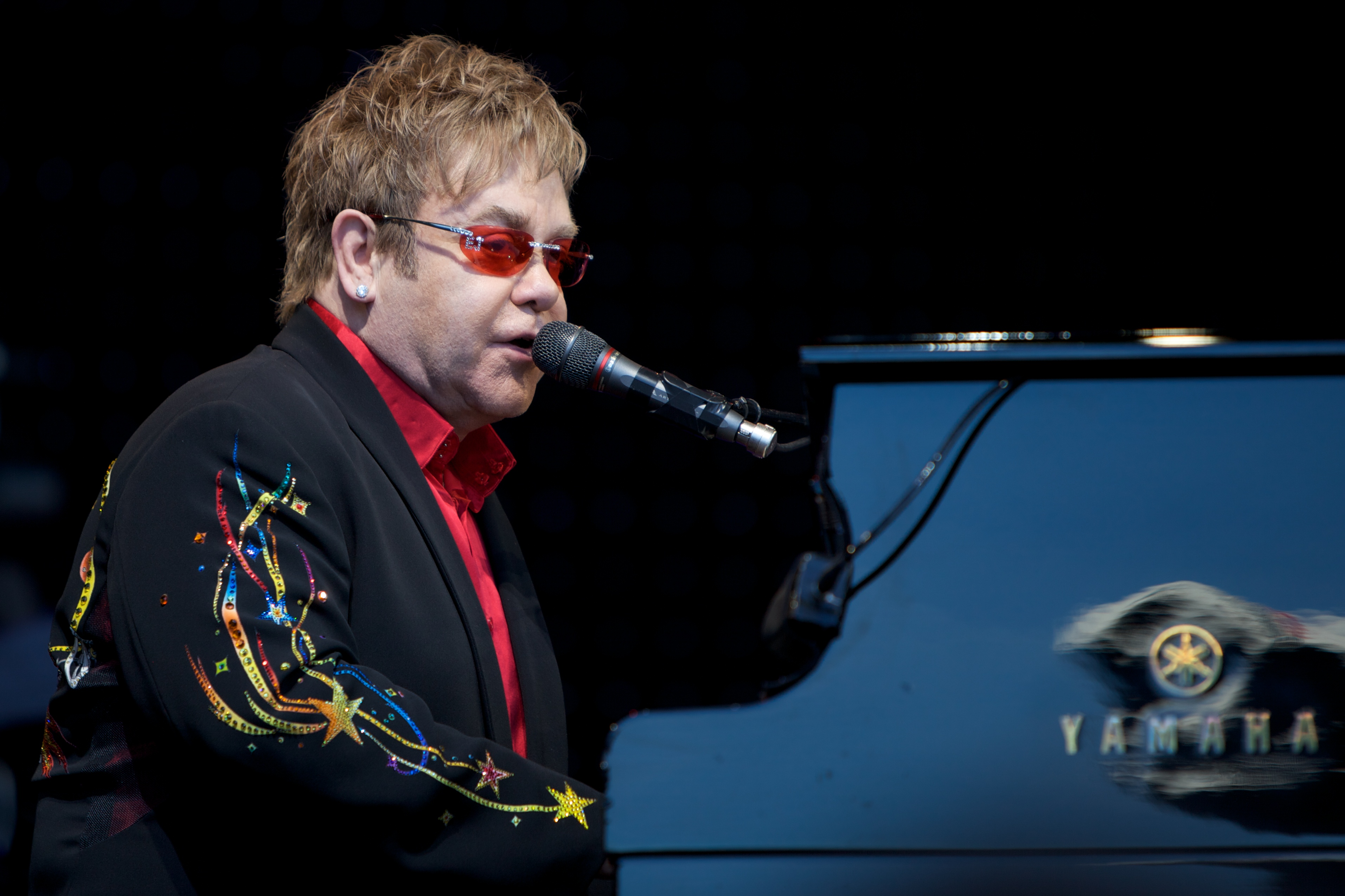
Elton John, l'une de ses idoles de jeunesse, photographié ici en Norvège

L'élaboration de Director's Cut donne un nouveau souffle à l'inspiration de l'artiste. Son travail en studio génère une dynamique créatrice suffisante pour qu'elle se lance dans un nouveau projet. Kate Bush décide dans la foulée de poursuivre son travail en composant un nouvel album. Ce futur disque sera le véritable successeur d'Aerial. Son fil conducteur, la saison hivernale et plus particulièrement, la neige. Toutes les chansons sont écrites et composées par Kate Bush. Tout va très vite grâce à sa méthode d'écriture. Finies les longues maturations en studio. Les nouvelles compositions se font directement au piano, comme pour ses deux premiers albums. Kate fait appel à certains habitués comme son mari Danny McIntosh, Bertie, Del Palmer, John Giblin, Danny Thompson mais également Steve Gadd, Andy Fairweather-Low, Stephen Fry et son idole de jeunesse Elton John. Jonathan Tunick étant sollicité pour certains arrangements orchestraux. Kate réalise trois vidéos pour accompagner la sortie de l'album dont celle de Wild Man le seul single de l'album où elle n'apparait que furtivement. Elle achète un manoir victorien dans un village de l'Oxfordshire à cette époque. Elle y transfère son studio d'enregistrement de Theale. En septembre, Universal Music Group rachète EMI.
Le 16 novembre 2011 paraît en format numérique téléchargeable le titre Wild man. C'est un échec. Il n'atteint que la soixante-treizième place des charts britanniques.
Le 21 novembre, l'album 50 Words for Snow sort dans les bacs et sur internet en version téléchargeable. L'Anglaise arrive encore à surprendre. En effet, beaucoup sont étonnés par un tel rapprochement avec la sortie de Director's Cut six mois plus tôt, l'artiste ayant désormais la réputation de laisser s'écouler plusieurs années, voire plus d'une décennie, entre chaque parution d'album. Kate Bush contrôle à nouveau son image en n'apparaissant pas sur la pochette du disque. Sur les quelques photographies promotionnelles prises par son frère Jay, elle apparaît méconnaissable, emmitouflée d'une toque de fourrure et d'une écharpe. Elle évite toute apparition télévisée mais joue le jeu de la promotion en accordant de nombreux interviews dans la presse écrite et à la radio. Le disque est à contre-courant, loin des codes de la pop en cours. Le piano, l'instrument fétiche de l'artiste, y tient une place prépondérante. Les chansons durent de 6 min 49 s à 13 min 32 s, difficilement passables en radio. Pourtant l'accueil critique est dithyrambique,,. L’album se classe en Océanie, en Europe, en Amérique du Nord et au Japon, se hissant jusqu'à la cinquième place des charts du Royaume-Uni. Malgré l'absence de hits, c'est à nouveau un succès. Peu de temps après, Kate Bush met en vente sa propriété de Theale,.
En janvier 2012 la star anglaise fait les titres des journaux malgré elle. Quelques jours plus tôt, en son absence, un fan américain a pénétré dans sa propriété du Devon avec l'intention de la demander en mariage. Il avait en sa possession une bague achetée chez Tiffany & Co. à New York. Il est arrêté et renvoyé dans son pays. En mai, accompagnée de Bertie et de Terry Gilliam, Kate se rend au Dorchester Hotel de Londres. Elle y reçoit des mains de Tom Jones le prix South Bank Sky Arts Award pour 50 Words for Snow. La même année, Bush décline la proposition des organisateurs des Jeux olympiques d'été de Londres de se produire à la cérémonie de clôture. Son succès réenregistré de Running Up that Hill sera diffusé pour l'occasion,. En septembre, EMI est démantelé par sa scission en plusieurs sociétés, confortant l'artiste dans son choix d'avoir son propre label. À cette époque, sa fortune est estimée à 30 millions de livres sterling.
En avril 2013, l'artiste se rend au Château de Windsor. Elle y reçoit des mains de la reine Élisabeth II la décoration de « commandeur de l'Ordre de l'Empire britannique » pour les services rendus à la musique,,,,,.
Finalement, Kate Bush a réussi à renouveler l’exploit d'Aerial. Malgré ses derniers disques à contre-courant, sans aucun hit, elle reste populaire auprès de ses fans en parvenant à classer ses albums dans différents charts du monde, frôlant les sommets. Elle parvient même à être la seule à atteindre le top 3 du UK Albums Chart sur chacune des cinq dernières décennies.

### 2013-2016: retour sur scène et «bushmania»
Après les succès de ses trois derniers albums, Kate Bush a retrouvé suffisamment de confiance en elle pour envisager une aventure où personne ne l'attend. Elle caresse le projet de remonter sur scène. La chanteuse est sujette au trac et n'a jamais eu totalement confiance en sa maîtrise de la scène malgré le succès de The Tour of Life. Elle devra assumer le regard du public face à son âge, à sa prise de poids et devra aussi dépasser son angoisse de se produire en concert. C'est en mars 2013, à la suite de la réaction enthousiaste de son fils Bertie à qui elle demande son avis, qu'elle trouve la motivation pour relever ce défi.
Une fois sa décision prise, le silence est demandé et respecté par ses proches et les collaborateurs du show en préparation. Il ne s'agit pas d'une tournée mais d'une série de concerts au HMV Hammersmith Apollo de Londres, anciennement Hammersmith Odeon, célèbre salle qui a par ailleurs hébergé ses trois dernières représentations de 1979. Before the Dawn est un ambitieux projet collectif sous le nom de The KT Fellowship. Kate Bush s'entoure de David Munns et d'Adrian Noble comme précieux conseillers. Elle fait également appel à des compétences reconnues telles que David Mitchell, Kevin McAlea déjà présent sur sa tournée, John Giblin, David Rhodes, Jon Carin, Friðrik Karlsson, Mino Cinelu, Omar Hakim et aussi celui qui joua un rôle prépondérant dans la naissance de cette aventure, Bertie, pour ne citer qu'eux. En juin, la chanteuse se déplace aux Pinewood Studios tourner une séquence prévue pour le show. Elle y reste trois jours. Elle y est filmée chantant And dream of sheep dans un réservoir rempli d'eau. Cette expérience lui coûtera une légère hypothermie,.
Le 21 mars 2014, le site officiel katebush.com annonce le spectacle en résidence Before the dawn, une série de quinze concerts au HMV Hammersmith Apollo, courant du 26 août au 19 septembre. La surprise de revoir la chanteuse sur scène est grande. L’événement la remet en lumière et crée un regain d’intérêt pour son œuvre et sa personne. Une véritable "Bushmania" voit le jour. Le site web de l'Anglaise finit par planter en raison du nombre soudain de connexions et son nom déferle sur Twitter. À partir du 26 mars, les préventes sont proposées en exclusivité aux seuls inscrits sur le site de l'artiste. Les places s'arrachent. Sept dates supplémentaires sont ajoutées. La date officielle de l'ouverture des ventes, le 28 mars à 9h30 GMT, tous les autres billets, pour un total de 80 410 places sont mis à la vente. Lors du pic des connexions, 65 000 personnes sont en ligne au même moment et le centre d'appels Ticketmaster est débordé. Au bout d'un quart d'heure, tout est vendu. Les demandes ont largement dépassé les places disponibles,. Les ventes de ses albums explosent, bondissant de 2813 %. Huit d'entre eux se retrouvent simultanément dans le Top 40 britannique. Seuls le King et les Fab Four ont fait mieux. Cet exploit figure dans l'édition 2016 du Livre Guinness des records. La BBC Four lui consacre un documentaire en août. Quelques jours avant la première représentation, Kate demande à ses fans de ne prendre aucune photo ni vidéo pendant les concerts, préférant établir un véritable lien avec eux.

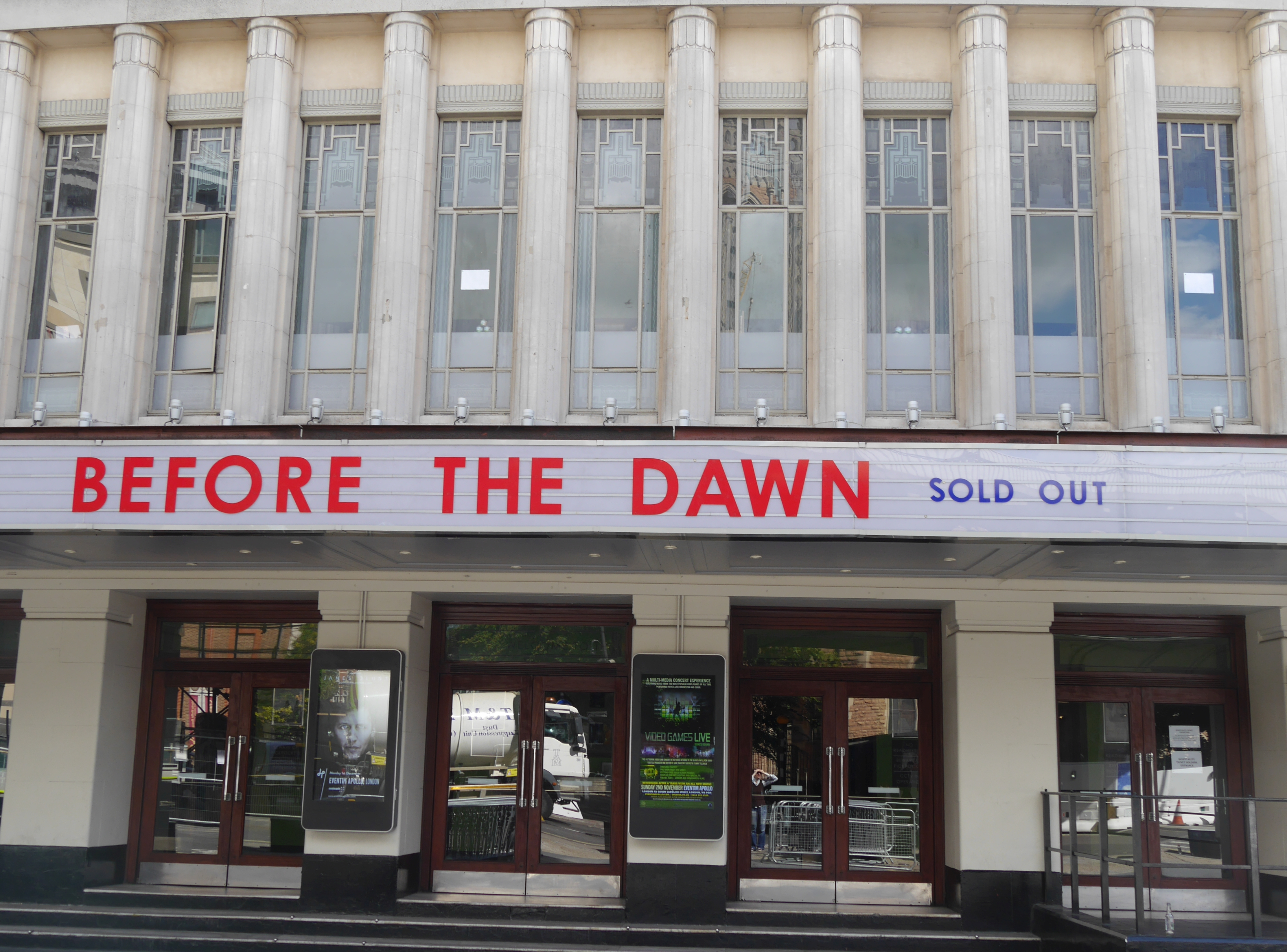
L'Hammersmith Apollo affichant complet

Les fans affluent de différents pays du globe, principalement d'Europe, d'Amérique et d'Océanie. Se joignent à eux des artistes de différentes générations tels que Adele,, Björk, Chrissie Hynde, Tracey Thorn, Lily Allen, John Grant, David Gilmour ou encore Anna Calvi pour ne citer qu'eux. Chaque représentation de Before the dawn est deux heures et 45 minutes d'un mélange de performance multimédia, de comédie musicale, de concert ou encore de spectacle de marionnette. Un hélicoptère surgit du plafond. Un oiseau géant fend la scène. Kate parcours la salle sur une mer ondulée. Le spectacle est extravagant, loin du concert rock habituel.
Les quotidiens britanniques relaient l’événement au lendemain de la première. L'accueil critique est enthousiaste,. L'artiste de 56 ans a réussi son challenge,,. Elle sort de cet exercice épuisée mais elle dira plus tard que Before the dawn a été l'une des expériences les plus extraordinaires de sa vie.
Le 30 novembre Kate Bush se rend au London Palladium. Elle y reçoit des mains de Ian McKellen le prix « Evening Standard Theatre Awards » pour son spectacle, dans la catégorie « choix de la rédaction »,.

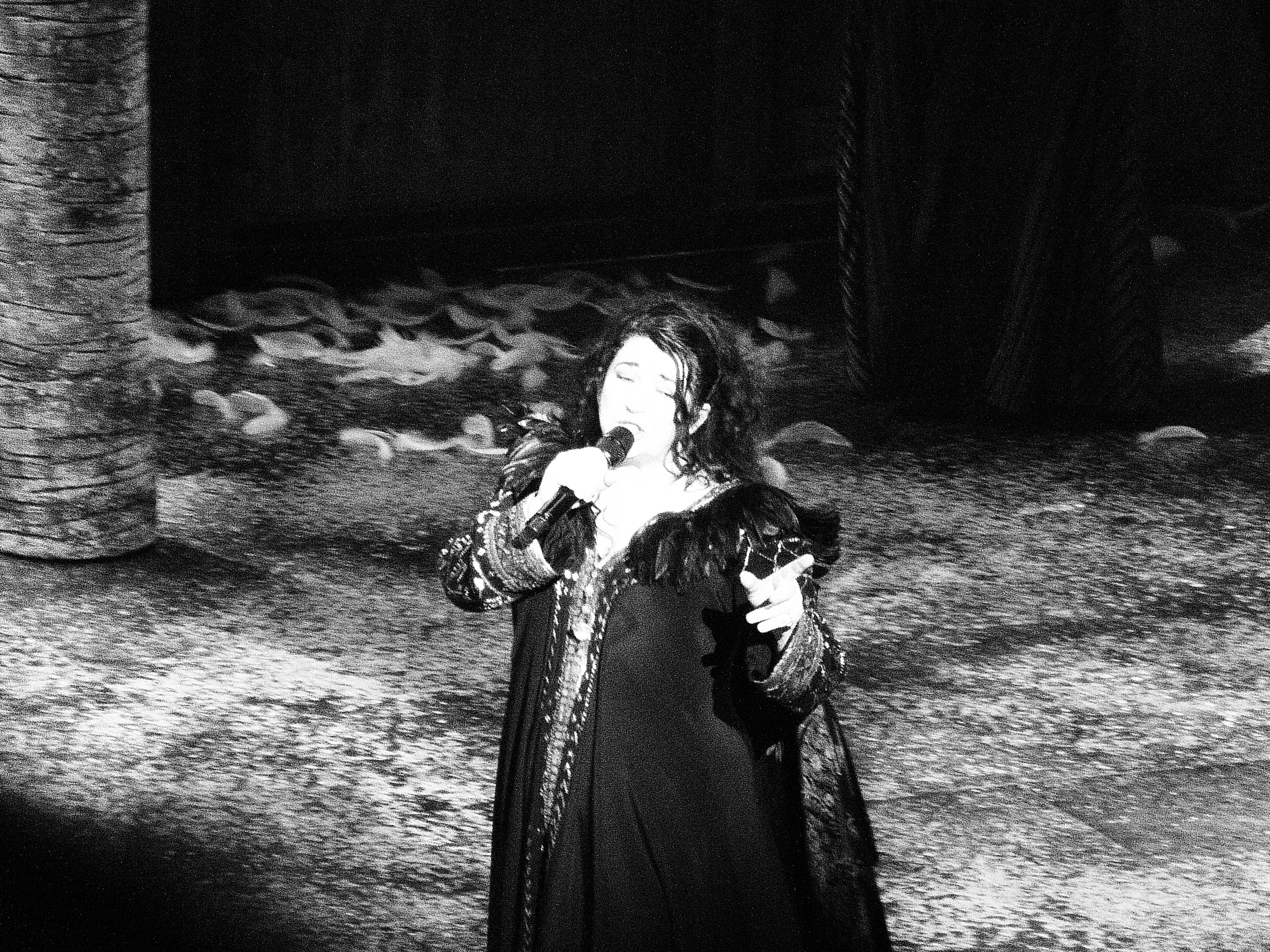
Kate Bush - Before the dawn au HMV Hammersmith Apollo en 2014

En 2016, trois de ses chansons sont intégrées dans le programme « musique » du A-level (équivalent du baccalauréat). En novembre, Kate Bush accorde une interview radiophonique à la BBC,. Elle poste le clip And dream of sheep, en préambule à la sortie de son album live Before the Dawn. Le 25 novembre, l'intégralité du spectacle paraît sous forme de triple album CD (quadruple album vinyle). Il fait l'unanimité des critiques britanniques,,. Il se classe dans différents pays d'Europe, d'Océanie, et d'Amérique du Nord. Il se hisse à la quatrième place des classements musicaux britannique et à la deuxième place des classements en Nouvelle-Zélande.
Pour la première fois depuis des décennies, cette période voit Kate Bush quitter sa zone de confort en délaissant son studio d'enregistrement pour se lancer dans un exercice qu'elle maîtrise peu, la scène. Le résultat dépassera ses espérances.

### Depuis 2017: un catalogue remastérisé et un retour au(x) sommet(s) inattendu
En janvier 2017, le journaliste Frédéric Delâge publie Kate Bush, le temps du rêve, la première biographie en français de l'artiste britannique,.
En 2018, à l'occasion du bicentenaire de la naissance d'Emily Brontë et à la demande du festival de littérature de Bradford, Kate Bush, Carol Ann Duffy, Jeanette Winterson et Jackie Kay participent au projet "Les pierres des Brontë". Celui-ci consiste en une installation artistique célébrant les sœurs Brontë, composée de différentes pierres placées sur la route reliant le lieu de naissance des sœurs au presbytère de la famille. Chaque artiste s'engage à écrire un morceau de poésie ou de prose qui doit ensuite être gravé sur l'une des pierres. Celle-ci sont dévoilées le 7 juillet 2018. Dans la foulée Kate décide de remastériser toute sa discographie. Elle s'attelle à la tâche avec l'aide de James Guthrie. Le travail terminé, les 16 et 30 novembre 2018 sont publiés différents coffrets de compilations. Ils comprennent les dix albums studios ainsi que quatre autres albums de remixes, de faces B et de raretés. Tous les morceaux sont remastérisés à l'exception de Before The Dawn, qui est également inclus mais uniquement dans le coffret CD. Le tout est disponible sous forme de deux coffrets de CD et de quatre coffrets de vinyles. Les albums remastérisés sont également disponibles en téléchargement numérique. L'ensemble des coffrets se classe dans les charts britanniques.
En septembre 2020, Kate Bush est intronisée membre à vie au sein de l'institution The Ivors Academy et reçoit un prix Ivor Novello pour l'occasion.
En avril 2021, Bush se joint à d'autres musiciens Britanniques et/ou basés au Royaume Uni pour signer une lettre ouverte adressée au Premier ministre britannique Boris Johnson. Cette lettre demande l'adoption de réformes qui amélioreraient les revenus du streaming pour les artistes, les interprètes et les auteurs-compositeurs.
Pendant la préparation de la quatrième saison de la série Stranger Things, ses créateurs Matt et Ross Duffer entrent en contact avec Bush pour obtenir l’autorisation d’utiliser, à plusieurs reprises, la chanson Running up that hill. Les scripts des scènes concernées lui sont alors envoyées afin qu’elle se rende compte du contexte dans lequel sera utilisé sa chanson dans la série. Après plusieurs échanges Kate Bush donne son accord. Elle avouera plus tard être fan de la série. À partir du 27 mai 2022, les sept premiers épisodes de la nouvelle saison sont diffusés sur Netflix. Au cours du week-end, la plupart des fans de la série, issus principalement de la Génération Z, découvrent la chanson. Ils veulent s'informer sur celle-ci. Elle devient le morceau le plus shazamé de l'histoire. Ils partagent leur découverte en la diffusant à leur tour via Twitter et TikTok, participant ainsi à un mouvement viral propulsant Running Up that Hill aux sommets de plusieurs classements musicaux à travers le monde. Permettant de faire connaître l’Anglaise à un nouveau public. Elle atteint notamment la première place sur iTunes et devient la chanson la plus jouée sur Spotify au monde. Running up that hill est reprogrammée en radio. La chanson entre à nouveau dans les classements officiels de plusieurs pays. Elle atteint la première place dans huit d'entre eux notamment aux Etats-Unis, en Australie et au Royaume-Uni pour ne citer qu'eux. Les charts officiels britannique et le Livre Guinness des records déclarent Bush détentrice de trois nouveaux records. Celui de la plus longue durée jamais enregistrée entre deux singles numéro 1 d'un(e) même artiste dans l'histoire du classement officiel. 44 ans séparent la première place atteinte par Wuthering Heights en 1978 et celle atteinte par Running up that hill en 2022. De la plus longue période entre la sortie d'un single et son arrivée en tête du classement. Il aura fallu attendre 37 ans pour que Running up that hill soit n°1 des singles depuis sa parution. Et de l’artiste femme la plus âgée à être en tête du classement des singles. Par ricochet, Hounds of love, l’album parent, devient lui aussi numéro 1 aux États-Unis. La chanteuse sort de sa réserve via son site internet et via une interview, diffusée le 22 juin par la radio BBC. Elle se déclare ravie et bouleversée par un tel regain de popularité. Elle remercie les frères Duffer pour le résultat de leur travail,. Le 2 septembre, Running Up That Hill est réédité en CD single,.
Le 3 mai 2023, Kate Bush est intronisée au Rock and Roll Hall of Fame,.

## Aspects de l'artiste et de son œuvre

### Style musical et voix
Kate Bush bouscule les codes et prend des risques. Elle s'affranchit très tôt des modes, avec une griffe excentrique, résolument à contre-courant des styles en vogue. Elle ose le mélange des genres avec des collaborations éclectiques, en incorporant des éléments de musiques ethniques, folkloriques, voire expérimentales dans des albums pop/rock. Ainsi, sa musique est souvent créée à partir d'un mélange d'instruments de musiques traditionnelles et de nouvelles technologies. Parfois elle fait fi des formats radios en délivrant des album-concepts avec des titres longs, impassables sur les ondes. Sa musique est difficilement classable car en plus de la pop, Bush fait des incursions dans des genres différents comme la musique électronique, le jazz, le flamenco, le rock, la renaissance et le disco-funk. Toutefois on peut noter que, en général, son œuvre se situe principalement dans le Folk rock, l'Art rock, le Rock progressif ou encore la Pop.
Kate Bush a une voix distinctive qui a longtemps fait sa signature. Soprano dramatique, couvrant quatre octaves en première partie de carrière, elle atteint des sommets tant par sa maîtrise que par l’éventail de ses variations. Marianne Faithfull dira à ce sujet : « mon instrument préféré dans le monde entier est la voix féminine, et Kate Bush en est une des raisons. C'est, de loin, un Stradivarius. »

### Écriture et inspiration

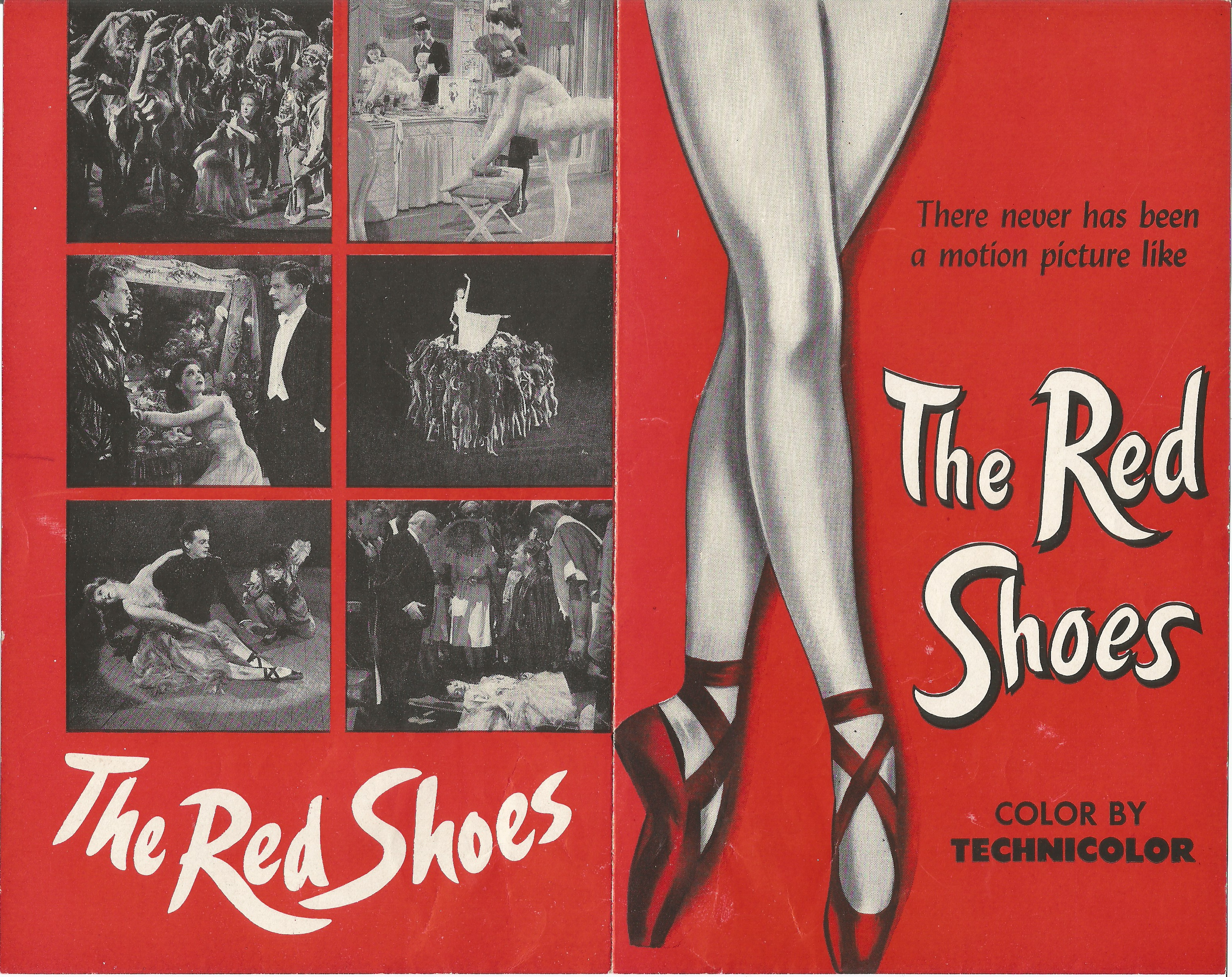
Affiche originale du film Les Chaussons rouges (1948) qui a inspiré l'album du même nom.

Kate Bush est une conteuse d'histoires qui aborde différents thèmes, souvent empreints d'une forte identité anglaise et dans une moindre mesure de l'imagerie catholique. Les chansons Wuthering Heights, In Search of Peter Pan, Oh England My Lionheart, Delius, The Red Shoes et Snowed in at Wheeler Street font référence à l’Angleterre rien que dans leurs titres. Elle est l'un des exemples les plus frappants de la culture anglaise au sein de la musique populaire, dominée par l'ampleur de l'influence américaine. Elle se différencie en cela d'une grande partie des musiciens britanniques dans des genres aussi divers que la soul, le blues, le jazz, le hip-hop et le disco, développant leurs aptitudes à «imiter» leurs idoles américaines. Son attachement à la comédie britannique, notamment du collectif The Comic Strip et des Monty Python l'inspirera, notamment dans l'écriture des chansons Coffee Homeground et Ken. Toutefois, à quelques occasions, elle se risque à traiter de politique, de thèmes de société et de sujets tabous. La chanson The Kick Inside parle de l'inceste entre un frère et une sœur. Feel it comporte des références aux rapports sexuels et Strange Phenomena à la menstruation. Kashka from Baghdad traite de manière à peine voilée d'homosexualité. Breathing fait clairement référence aux retombées d'une guerre nucléaire et d'un monde post-apocalyptique. Army Dreamers dénonce la guerre en contant l'histoire d'une mère qui pleure la mort de son fils tué lors d'une opération militaire. La chanson sera sur liste noire pendant la Guerre du Golfe et sera interdite de diffusion sur les antennes de la BBC. Lord Of The Reedy River évoque la transgression et le sexe. Pull Out The Pin traite de la Guerre du Viêt Nam du point de vue d'un combattant du Viet-Cong. Ou encore The Dreaming dénonce la destruction des terres des Aborigènes d'Australie par les colons blancs australiens. Toutefois, très peu de ses chansons sont autobiographiques.
Son inspiration est marquée par la musique progressive britannique par l'entremise de ses frères et la culture irlandaise par sa mère. Kate puise son imagination aussi dans la littérature avec notamment des œuvres d'Emily Brontë, J. M. Barrie, John Wyndham, Oscar Wilde, Georges Gurdjieff et Wilhelm Reich et également dans le cinéma : The Infant Kiss s’inspire du film Les Innocents, lui-même inspiré du roman Le Tour d'écrou d’Henry James, The Wedding List de La mariée était en noir de François Truffaut, The Red Shoes des Chaussons rouges de Michael Powell et Emeric Pressburger ou encore Babooshka de La Forteresse cachée de Akira Kurosawa.
Parmi ses influences musicales figurent The Beatles, David Bowie, Brian Eno, Genesis, Elton John, King Crimson, Pink Floyd, Joni Mitchell, Laura Nyro et Roxy Music.

### Personnalité et singularité
Kate Bush n’a sorti que dix albums studio en trente-trois ans. Elle a mis sa carrière entre parenthèses pendant douze ans et a laissé s'écouler trente-cinq ans entre sa tournée de 1979 et sa série de concerts en 2014.
Discrète et secrète, elle se méfie des effets pervers de la notoriété ; n'accorde que peu d'interviews et apparaît rarement en public. Elle apparaît de moins en moins sur ses pochettes d'albums ou dans ses vidéoclips au fil des années. Elle pense que les artistes pop ne doivent pas se plier aux médias. Elle ne se manifeste que pour parler de son travail et préfère communiquer par le biais de ses vidéos. Elle refuse de dévoiler son travail en cours à sa propre maison de disque et impose le silence à ses proches et ses collaborateurs jusqu'à la parution du travail terminé. Elle dit elle-même que la célébrité ne l'a jamais attirée, que seuls lui importent le plaisir de créer, la liberté de travailler comme elle l'entend. Ses longues absences entre ses rares apparitions publiques lui ont donné une réputation d'ermite et de recluse, qualificatifs qu'elle récuse.

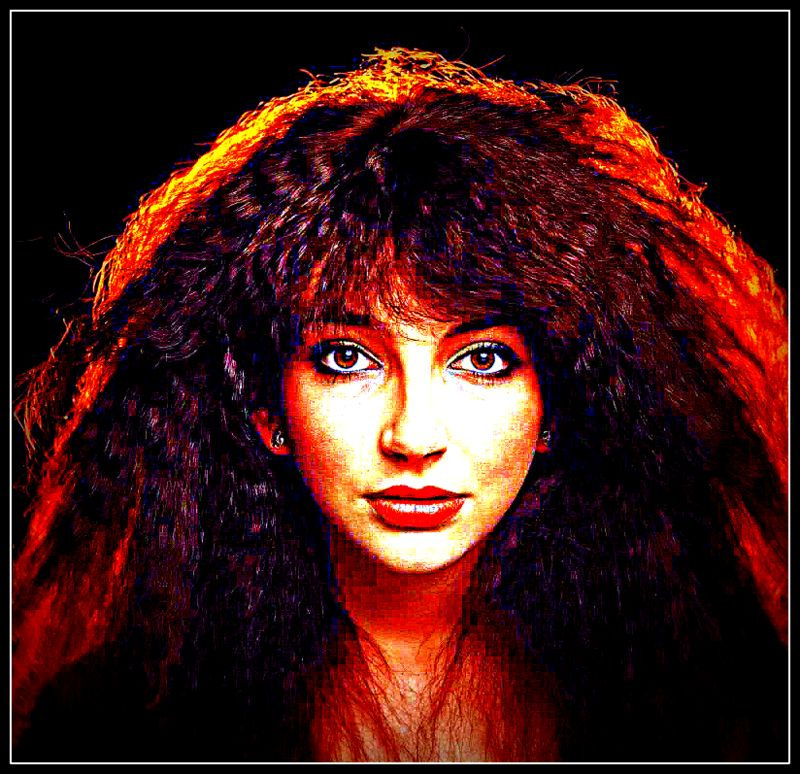
Kate Bush en 1978

Elle a su imposer ses décisions et son propre rythme à sa maison de disque. À 19 ans elle n’a pas cédé pour imposer Wuthering Heights comme son premier 45-tours, alors que EMI préférait une autre chanson. Son morceau a lancé sa carrière. Eberhard Weber dira à son sujet : « Ils [l'entourage de Kate] ont vérifié chaque note – tout, tout, tout. Le premier morceau a pris de six à huit heures. Le deuxième pareil. On m'a expliqué pourquoi ces gens prennent autant de temps à produire leurs albums. Ils ne décident jamais tout de suite quoi faire. Alors quand je suis arrivé avec quelques idées, ils ont dit "oui, oui, enregistrons-les sur 48 pistes." Ensuite, si j'avais une autre idée et encore, c’était "oui, oui, oui, faisons comme ça". J'ai enregistré des dizaines d'idées et à la fin, une seule a été acceptée. C'est seulement plus tard quand ils mixent qu'ils décident ». Hugh Padgham se montrera bien plus sévère : « Elle n'avait vraiment aucune idée des sons et ne comprenait pas pourquoi, si tu mettais 150 couches de choses ensemble, tu ne pouvais pas toutes les entendre. Elle n'avait pas vraiment envie d'écouter. En ce qui me concerne, quand nous faisions ces sessions [The Dreaming], ça sonnait comme de la merde. Ça m'a énervé, en fait. ».
Kate Bush est soucieuse de contrôler tous les aspects de ses créations. Elle a décliné la proposition de sa maison de disque d'avoir un manager. Elle s'est fait construire son propre home studio et a créé son propre label. Elle est à la fois musicienne, autrice, compositrice, interprète, danseuse, comédienne, productrice, scénariste et réalisatrice de certains de ses clips. En effet, Bush accorde aussi de l’importance à l'aspect visuel de ses créations. Elle fera partie des premiers artistes diffusés sur la chaîne musicale MTV.
Kate Bush est une pionnière dans un monde du rock et du show-business dominé par les hommes. Elle indique à ce sujet : « j'étais consciente que [la production] était dominée par les hommes. Mais ce qui importait, c'était de pouvoir expérimenter selon mes propres expressions ». À 20 ans elle est la première femme à avoir écrit et composé un premier album atteignant la barre du million de copies vendues et la première femme auteur-compositrice-interprète à atteindre le sommet des classements au Royaume-Uni. À 22 ans elle est la première chanteuse au sommet du UK Albums Chart et la première à avoir jamais atteint cette place no 1 dès son entrée dans le classement. Elle est la première femme du Royaume-Uni à avoir huit albums en même temps dans le Top 40. Elle est la première artiste féminine à avoir atteint le top 3 du UK Albums Chart au cours de chacune des cinq dernières décennies. Elle est l'une des premières femme-studio et la première à utiliser le Fairlight CMI. Patti Smith dit à son sujet : « C'est une pionnière. En découvrant son premier disque, Wuthering Heights, en 1978, je me suis sentie moins seule. De l'autre côté de l'Océan, une femme osait, comme moi, s'imposer dans un monde d'hommes. Mon allure de garçon manqué pouvait passer dans le rock, mais Kate était un ovni : incroyablement forte et, en même temps, sensuelle. Ses textes étaient poétiques, provocateurs, ses musiques, expérimentales ». Elle est la première chanteuse à utiliser un micro casque. L'unique tournée qu'elle a donnée en 1979, a ouvert la voie aux shows à grand spectacle que l'on connait aujourd'hui,.
Kate Bush incarne ses chansons. Elle se met souvent dans la peau de ses personnages. Elle a été jusqu'à s’enregistrer chanter dans la piscine désaffectée au sous-sol des Studios Townhouse, dans le but d'apporter une sonorité aquatique à sa voix. Afin de pouvoir chanter certains passages du morceau Houdini avec toute l’âpreté vocale qu’elle recherchait, elle a ingurgité du lait et des barres chocolatées tout en chantant. Elle s'est alcoolisée sur certaines sessions d'enregistrement de l'album Hounds of Love afin de pouvoir chanter dans des conditions idéales et de manière suffisamment détendue. Elle s’est immergée pendant des heures dans une citerne d’eau pour enregistrer une vidéo.
Au fil des années et de ses absences, Kate Bush est devenue l’objet d’un culte important. Son idolâtrie est allée crescendo au cours de ses retraites prolongées. Guy Garvey du groupe Elbow dit à son sujet qu'elle est devenue une légende non seulement de par son absence, mais également parce qu'elle a été aussi importante pour les musiciens qu'elle ne l'a été pour le public britannique. Elle fut aussi érigée très tôt au statut d'icône gay,,,. La chanteuse est ainsi devenue, au fil des décennies, une véritable institution au Royaume-Uni,,,,,,.

## Collaborations
Kate Bush collabore et chante sur deux des albums de Peter Gabriel, notamment sur les tubes Games Without Frontiers, Don't Give Up et No Self Control,. Gabriel, en revanche, apparait dans le programme télévisé de Noël de Bush en 1979 où ils chantent ensemble un duo sur Another Day de Roy Harper. Elle chante également sur quelques-unes des chansons de Harper : You tirée de l'album The Unknown Soldier (1979) et Once, la chanson éponyme de l'album de 1990. Elle collabore aussi avec Big Country sur la chanson titre de l'album The Seer (1986), Midge Ure sur la chanson Sister and Brother de l'album Answers to Nothing (1988), sur le single The King Is Dead de Go West (1987) ainsi qu'avec Prince sur deux chansons: Why Should I Love You ? de son album The Red Shoes et My Computer de l'album Emancipation (1996),. Elle apparait également sur l'enregistrement caritatif de Let It Be du projet Ferry Aid en 1987 et sur le single caritatif Spirit of the Forest en 1989.
En 1995, elle apparaît sur l'album hommage à George Gershwin, The Glory of Gershwin, en chantant le morceau The Man I Love. Elle contribue aussi à un autre projet, Common Ground : The Voices of Modern Irish Music. Sur ce projet de collaboration irlando-anglaise de chansons folk-rock, elle chante Mna Na h-Éireann (irlandais pour « Femmes d'Irlande »). Bush a dû chanter la chanson en irlandais, et bien que sa mère en soit originaire, elle ne maîtrise pas la langue et a dû apprendre les paroles phonétiquement,,. En 2010, elle chante pour la version de Rolf Harris la chanson traditionnelle irlandaise She Moves Through the Fair. Harris décrit cette collaboration comme « la meilleure chose que j'ai jamais faite ».
Parmi les artistes qui ont participé aux albums de Bush figurent Eric Clapton, Jeff Beck, David Gilmour, Nigel Kennedy, Gary Brooker et Prince. Sur son album 50 Words for Snow, elle chante en duo avec Elton John et Stephen Fry.
En 1990, pour la seule fois de sa carrière, Bush produit une chanson pour un autre artiste lorsqu'elle a enregistré Kimiad d'Alan Stivell pour son album Again. Ce dernier apparaît sur The Sensual World. La chanteuse refuse de produire l'un des albums d'Erasure, « estimant que cela n'appartenait pas à son territoire ».

## Héritage et influence

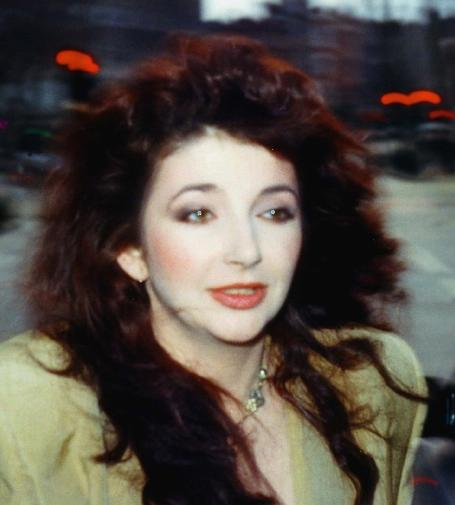
Kate Bush, 1986

### Musique
À partir des années 1980, de nombreux artistes la citent comme influence et il est devenu courant pour les auteures-compositrices-interprètes d'être comparées à Kate Bush par les médias,,. Cette dernière est considérée comme une source d'inspiration pour des artistes comme Tori Amos, Alison Goldfrapp, Björk, Nerina Pallot, KT Tunstall ou Émilie Simon. Adele déclare que c'est Before the Dawn ainsi que la lecture d'un article sur Kate Bush qui l'ont inspiré à élaborer son album 25. Tina Arena indique que Kate Bush a été une énorme référence musicale pour elle. Birdy revendique l'inspiration de Bush sur son album Beautiful Lies. Coldplay reconnait avoir tenté de recréer le son de batterie et des instruments à cordes de Running up that hill sur Speed of Sound. Neil Hannon leader du groupe The Divine Comedy révèle que Hounds of love est probablement l'album qui l'a le plus influencé. Lara Fabian affirme que Bush a énormément influencé son album Le Secret. Gotye cite Bush dans ses influences. Teddy Sinclair avoue que sa compatriote a influencé son premier album. Ariel Pink lui rend hommage dans sa chanson For Kate I Wait ainsi que le groupe Néo-Zélandais Urbantramper avec leur titre Kate Bush Saved My Life ou encore Hervé Cristiani avec sa chanson Kate Bush. Le monde du hip-hop se montre redevable à l'artiste britannique tel Big Boi qui la cite comme l'une de ses plus grandes influences musicales ainsi que Tupac Shakur ou encore Pone, ex membre de la Fonky Family, qui publie Kate & Me, un album entier en hommage à la chanteuse. En plus de la citer comme l'une de ses influences Tricky dira d'elle : « J’adore Kate Bush. Elle a son propre univers, totalement à part. Personne ne l’a influencée. Et jamais personne n’est parvenu à l’imiter. Mon rêve serait d’enregistrer avec elle ». Des artistes de différentes générations et notoriétés s'inspirent de l'Anglaise en s'emparant de samples de ses chansons ou en les réinterprétant (cf. Reprises des chansons de Kate Bush).

### Cinéma et télévision
Le milieu de l'audiovisuel a utilisé aussi ses chansons comme bandes sonores pour des films, des séries télé et des émissions de télévision : c'est le cas notamment de This Woman's Work pour le film La vie en plus, de la chanson Be Kind to my Mistakes pour Castaway ou encore de Running Up That Hill pour Les Experts et Stranger Things.
Nous pouvons ajouter d'autres œuvres cinématographiques ou télévisuelles telles que On Becoming a God in Central Florida, GLOW, Big Little Lies, The Voice, Murder, Close, Pose ou encore The Handmaid's Tale : La Servante écarlate pour ne citer qu'eux.
Dans son film After Blue (Paradis sale), Bertrand Mandico nomme l’un de ses personnages principaux Kate Bush, en référence à la chanteuse pop.

### Mode
Bush inspire aussi des personnalités du milieu de la mode comme Hussein Chalayan, Phoebe Philo, Clare Waight Keller, Alexander McQueen ou encore Frédéric Sanchez pour Miuccia Prada,,. Solange Knowles déclare s'inspirer de la chanteuse dans le registre de la mode.

### Littérature
Maylis de Kerangal rend hommage à Kate Bush dans son roman Dans les rapides. Sabrina Calvo s'inspire, entre autres, de la chanson Delius, extraite de l'album Never for Ever pour son roman Délius, une chanson d'été. On peut y lire la dédicace suivante : « Pour Kate Bush et mon cher Délius, qui m'ont tant donné, je cueille cette fleur ».

### Astronomie
En 1998, l'astronome français Alain Maury découvre un nouvel astéroïde. Il le baptise (27052) Katebush en l'honneur de l'artiste. En remerciement, celle-ci invitera le scientifique à assister à l'un de ses concerts de Before The Dawn,,.

### Divers
Chaque année, le jour de son anniversaire, dans les parcs de plusieurs capitales, les fans de la chanteuse britannique, vêtus de rouge comme dans le clip de Wuthering Heights, reprennent ses titres phares et ses chorégraphies avant-gardistes.

## Vie privée
Kate Bush se marie au guitariste Dan McIntosh en 1992. Ils sont parents d'un fils, Albert. Anciennement résidente à Eltham, au sud-est de Londres, elle habite dans le Devon et avait jusqu'à la fin 2011 une autre résidence près de Theale, dans le West Berkshire.

## Discographie
En 1978, Kate Bush est en tête du UK Singles Chart pendant quatre semaines avec son premier 45 tours Wuthering Heights, faisant d'elle la première et la seule femme auteure-compositrice-interprète à atteindre le sommet des classements dans son pays. Parmi ses plus grands succès figurent entre autres Running Up that Hill, King of the Mountain, Babooshka, The Man with the Child in His Eyes, Cloudbusting, et son duo sur Don't Give Up de Peter Gabriel.

### Albums
Elle a enregistré un total de dix albums studios, tous classés dans le Top 10 britannique. Deux d'entre eux, ainsi que sa compilation, ont atteint la première place, la classant parmi les artistes solo féminines ayant le plus d'albums numéro 1 dans ce pays. Elle a entièrement écrit et composé son premier album The Kick Inside, qui se sera vendu à plus d'un million d'exemplaires rien qu'au Royaume-Uni. Cette performance la fait entrer dans le Livre Guinness des records. Deux ans plus tard, elle sera la première chanteuse au sommet du UK Albums Chart avec son disque Never for Ever et sera à nouveau citée dans le Livre Guinness des records.
- 1978 : The Kick Inside[322]
- 1978 : Lionheart[322]
- 1980 : Never for Ever[322]
- 1982 : The Dreaming[322]
- 1985 : Hounds of Love[322]
- 1989 : The Sensual World[322]
- 1993 : The Red Shoes[322]
- 1994 : Live at Hammersmith Odeon (en) (album live)
- 2005 : Aerial[322]
- 2011 : Director's Cut[322]
- 2011 : 50 Words for Snow[322]
- 2016 : Before the Dawn (album live)

## Performances scéniques

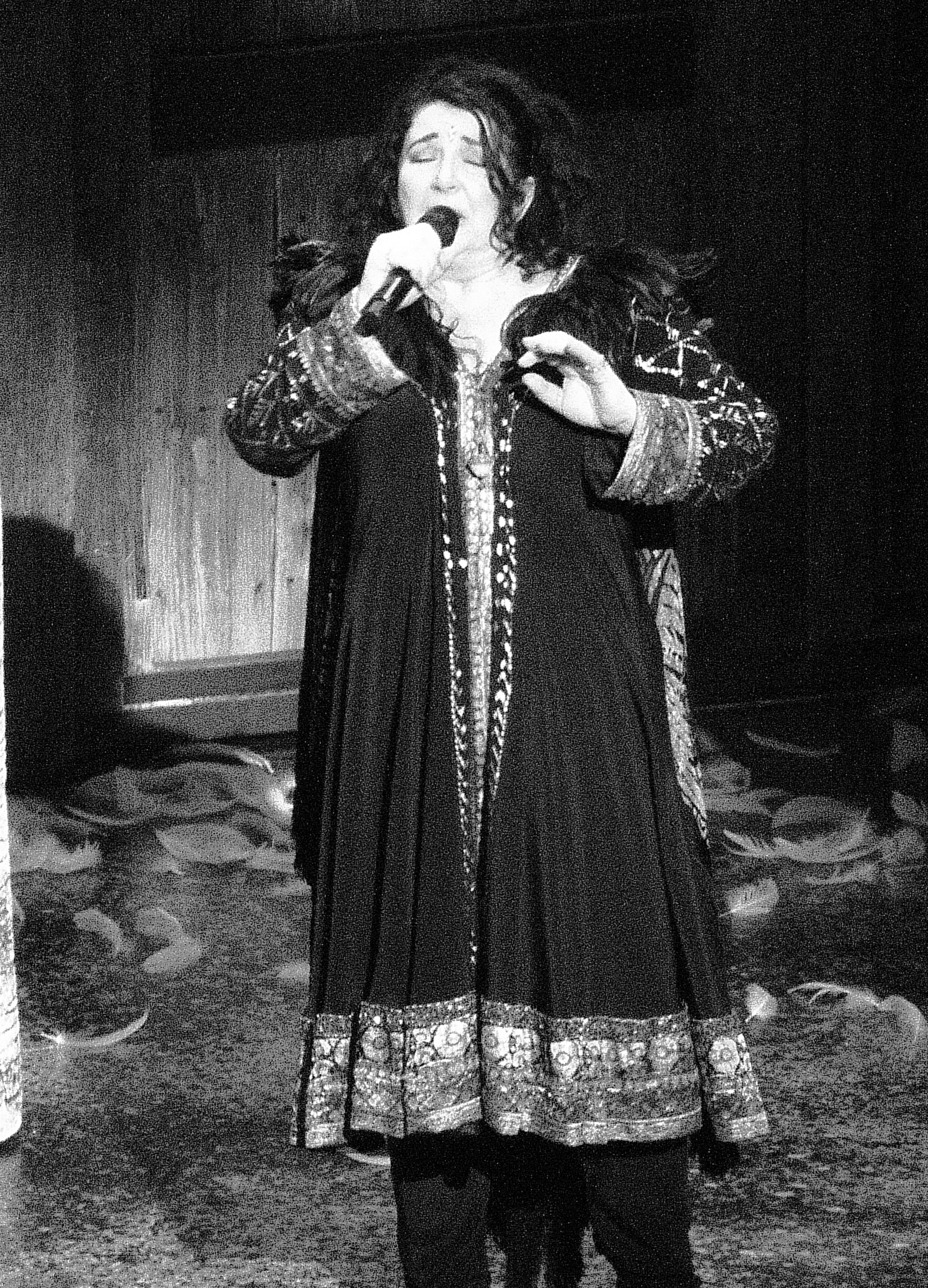
Kate Bush durant son concert Before The Dawn en 2014.

Kate Bush a joué le dernier concert de sa tournée The Tour of Life le 14 mai 1979. L'impact de son premier 45 tours a été si puissant qu'il a dépassé les limites de la presse musicale. Elle est devenue à cette époque la femme la plus photographiée de Grande-Bretagne et laissait présager une suite à son expérience scénique.
Brian Southall, alors responsable du développement des artistes chez EMI en 1979 se souvient que Kate était terriblement nerveuse sur The Tour of Life. Mis à part la tournée Diamond Dogs de David Bowie en 1974, peu d'autres artistes avaient tentés un concert pop aussi audacieux. Il n'y avait pas de place pour l'improvisation. Toutefois la mort accidentelle de l'ingénieur éclairagiste Bill Duffield a profondément marqué la chanteuse et son équipe.
À part le magazine NME, la plupart des autres critiques ont été euphoriques au sujet du spectacle. Malgré cela, pas de nouvelle tournée en préparation. Bob Mercer se souvient : « Je pense qu'elle a aimé mais l'équation n'a pas fonctionné. Ce ne sont pas des conversations que je me souviens avoir jamais eues avec elle, mais je suis allé à beaucoup des concerts en Grande-Bretagne et en Europe et je pouvais voir à la fin des spectacles qu'elle était complètement anéantie ». Elle-même dira : « Ça m’a bien plu mais j’étais physiquement éreintée. Finalement, l’idée de rejouer sur scène m’a rendue très anxieuse, ça faisait tellement longtemps — je crois que c’est là que j’ai commencé à perdre confiance en moi en tant qu’artiste de scène. J’ai senti que je devenais une artiste très isolée, je ne travaillais qu’avec un nombre très restreint de personnes ».
L'aversion de l'artiste pour l'avion et le mode de vie aéroports, hôtels, conférences de presse etc. a été pour beaucoup dans sa décision de ne pas réitérer l’expérience de la tournée. Préférant se consacrer à la création et l'élaboration de ses albums, Kate Bush est devenue avec le temps une artiste de studio. Tout cela peut sans doute expliquer la grande surprise qu'a déclenchée l'annonce du spectacle en résidence Before the dawn en 2014 et l’engouement qui suivit.

### Tournée
1979 : The Tour of Life

### Résidence
2014 : Before the Dawn (spectacle en résidence de Kate Bush)

## Récompenses
- Brit Award de la Meilleure chanteuse britannique (1987)
- Deux British Rock & Pop Awards
- Trois Capital Radio Awards
- Un CMJ New Music Award
- Un Edison Award
- Un Evening Standard Theatre Award
- Un International Music & Media Conference
- Trois Ivor Novello Awards
- Trois Melody Maker Annual Poll Awards
- Un MIDEM Video Award
- Un Music Week Annual Award
- Un NME Award
- Un Q Award
- Trois Rober Awards
- Un South Bank Sky Arts Award
- Un The Observer Readers Award
- Un Prix d'Argent du Tokyo Music Festival
- Un US College Music Award

## Titre
- Commandeur de l'ordre de l'Empire britannique (2013)